# 尾張国
尾張国（おわりのくに、をはりのくに）は、かつて日本の地方行政区分だった令制国の一つ。東海道に属する。愛知県西部にあたる。

## 概要

### 名称と由来
7世紀後半の木簡では尾張国と尾治国の二つの表記が見られる。平安時代に作られた『先代旧事本紀』天孫本紀の尾張氏の系譜にも「尾治」とある。大宝4年（704年）に国印が鋳造されたときに尾張と定められたと推定される。
『倭訓栞』には「尾張の國は、南智多郡のかた、尾の張出たるが如し、一説に小墾の義也」、
『古事記傳』には「尾張國、名義未思得ず」などと諸説があり、はっきりしない。
なお、古代の東海道は伊勢国から海路（伊勢湾）経由で三河国に伸びていたとする説もあり、初期の尾張国は東山道に属しており、後に交通の変化で東海道に属するようになったとする説もある。

### 領域
明治維新直前の領域は、現在の下記の区域に相当する。
- 愛知県
  - 名古屋市、瀬戸市、尾張旭市、長久手市、日進市、愛知郡（東郷町）、豊明市、犬山市、小牧市、春日井市、西春日井郡（豊山町）、丹羽郡（扶桑町・大口町）、江南市、岩倉市、北名古屋市、清須市、あま市、津島市、海部郡（大治町・蟹江町・飛島村）、大府市、半田市、東海市、知多市、常滑市、知多郡（東浦町・阿久比町・武豊町・美浜町・南知多町）の全域
  - 一宮市の大部分（東加賀野井の一部を除く[注 1]）
  - 稲沢市の大部分（祖父江町拾町野・祖父江町馬飼および祖父江町祖父江の一部を除く[注 2]）
  - 愛西市の大部分（福原新田町の一部を除く[注 3]）
  - 弥富市の大部分（五明・五明町・小島町・川原欠・加稲・加稲九郎次町・三好・三好町・富島・富島町・中原・中原町・稲荷崎・加稲山町・稲荷崎町・境町および川平の一部・海老江の一部・栄南町の一部を除く[注 4]）
- 岐阜県
  - 海津市の一部（海津町駒ケ江の一部[注 5]）

## 歴史

### 古代

#### 弥生時代
- 朝日遺跡などの大規模環濠集落が現れる。
- 天火明命を祖神とする尾張氏が本拠を置き、ヤマト王権の天皇家と婚姻関係で結びつき支配を確立した。

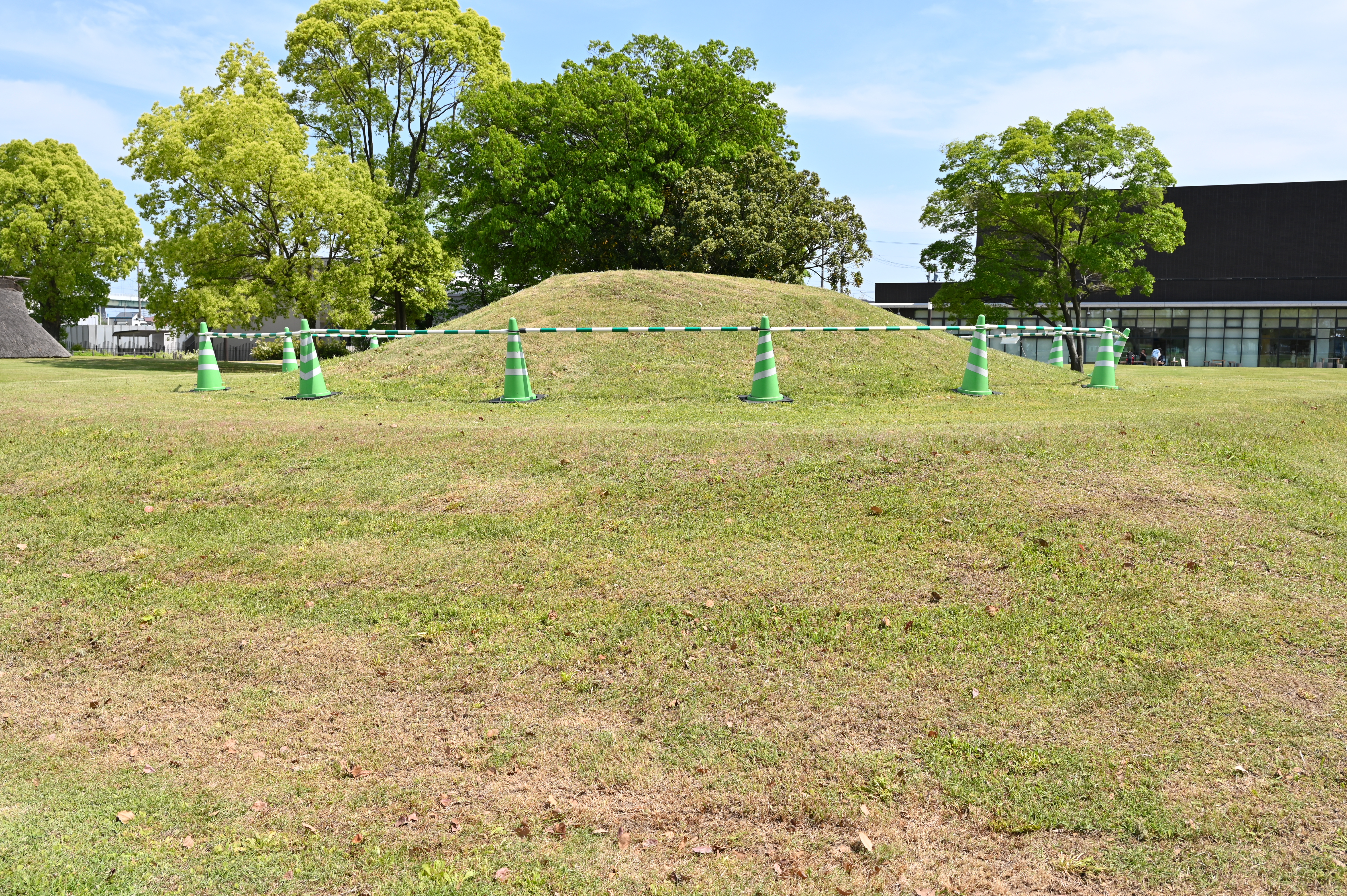
貝殻山貝塚 （朝日遺跡）
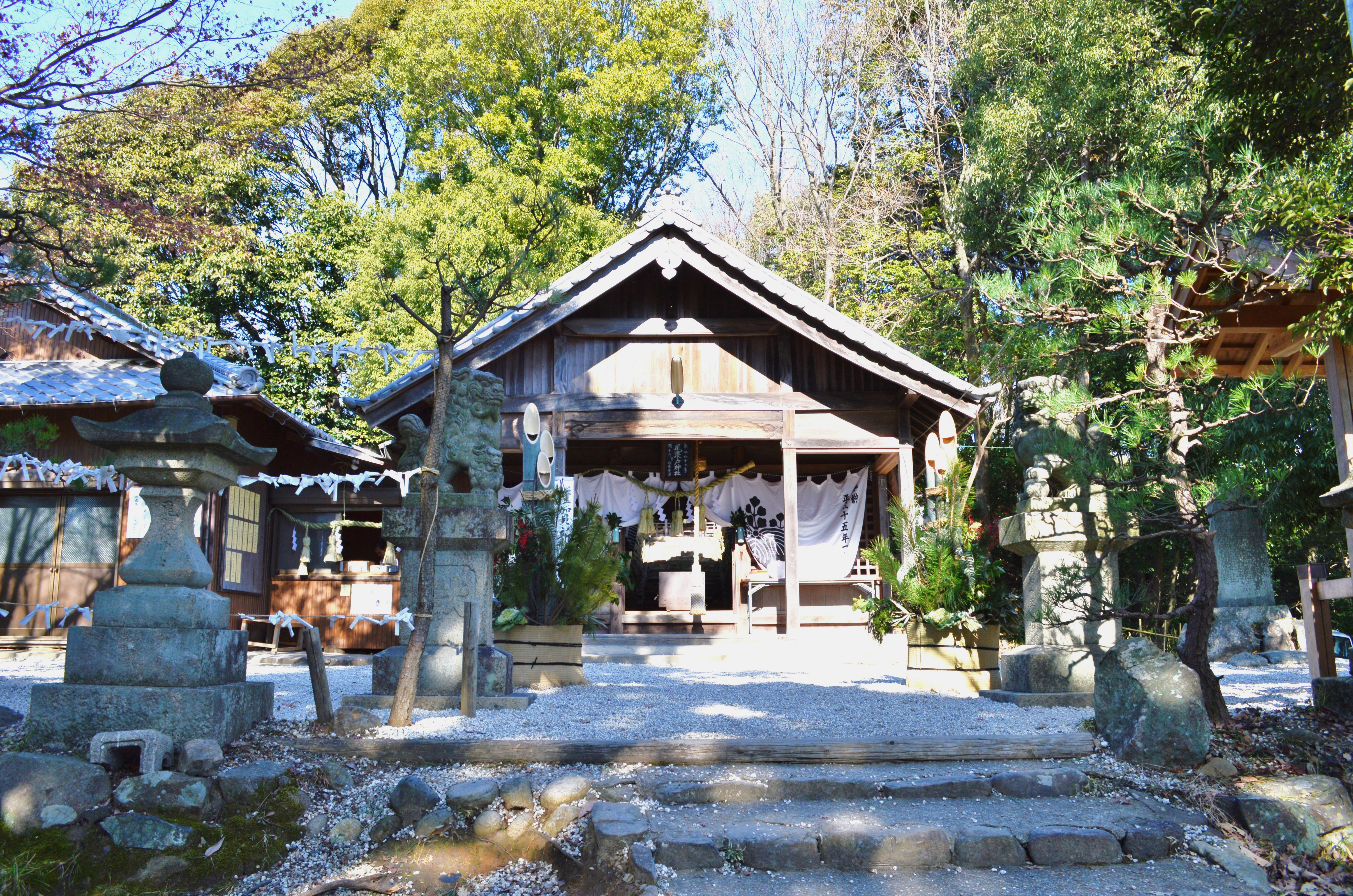
尾張戸神社

#### 古墳時代（大和時代）
- 景行天皇の時代には、三種の神器の一つ草薙剣（天叢雲剣）を祀る熱田神宮を創建した。
- 日本武尊の東征の際に通ったとされ、内々神社や萱津神社など、日本武尊に纏わる神社や地名が多く残る。
- 4世紀頃から7世紀頃まで、断夫山古墳を始め多くの古墳が造営されている。

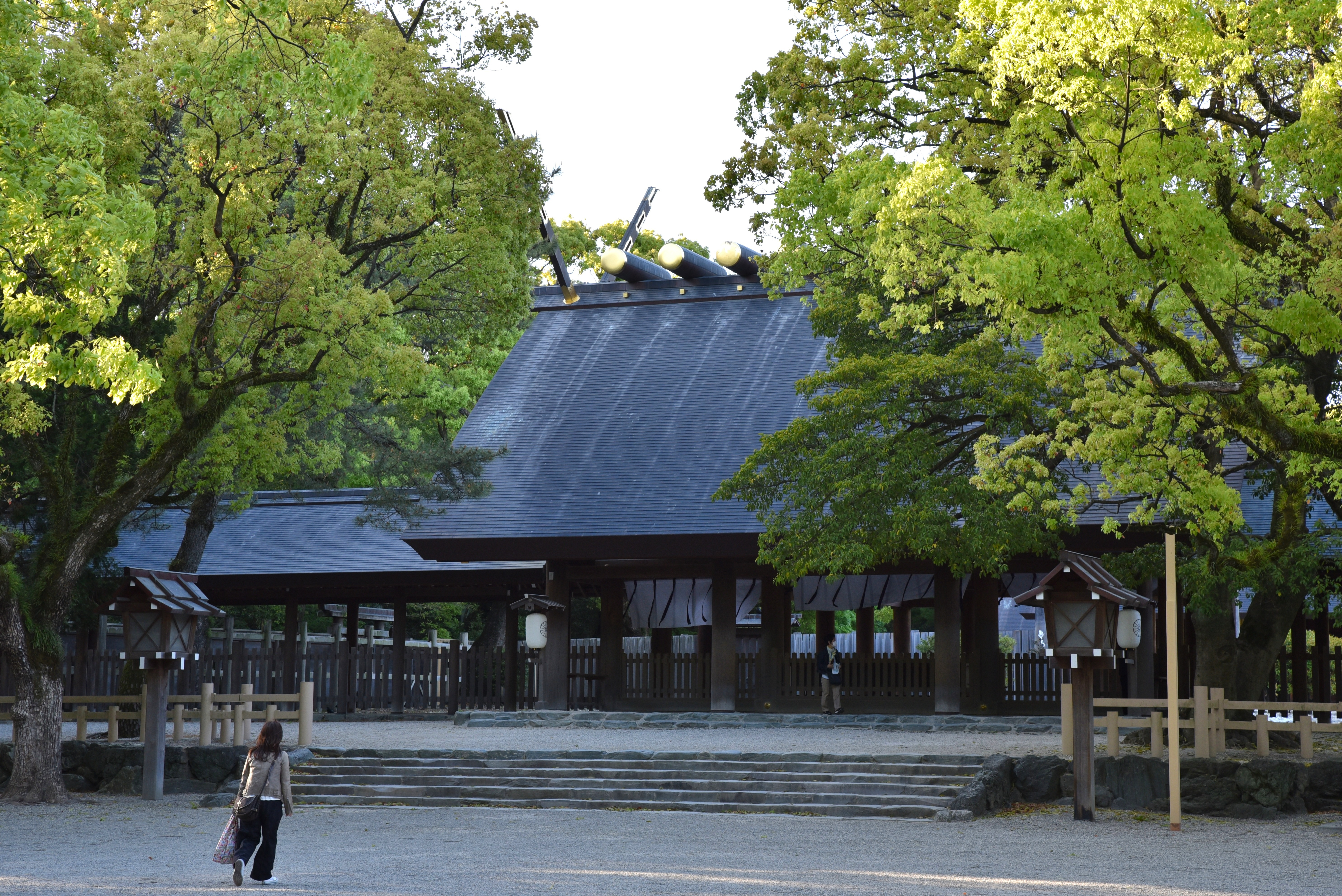
熱田神宮
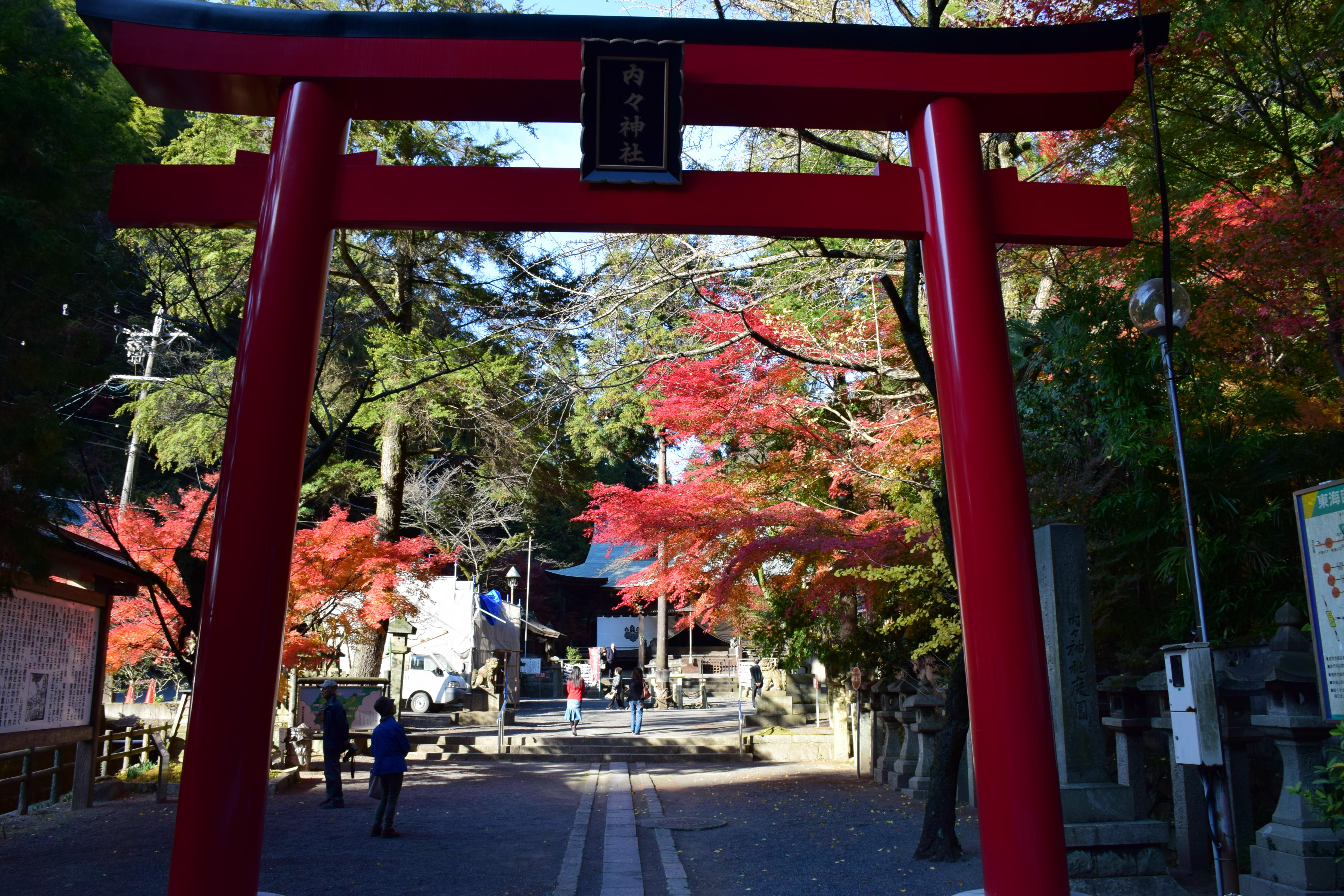
内々神社
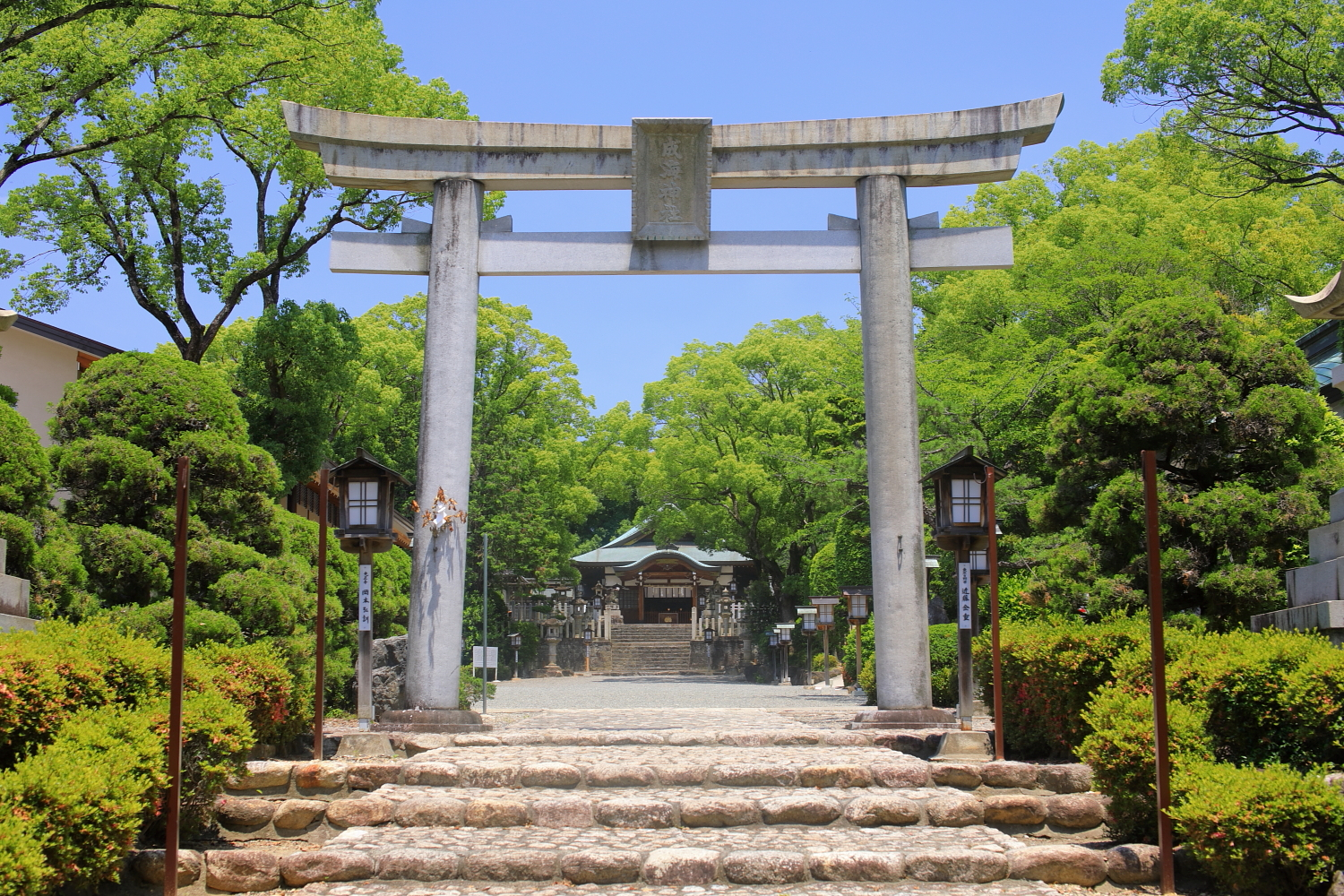
成海神社
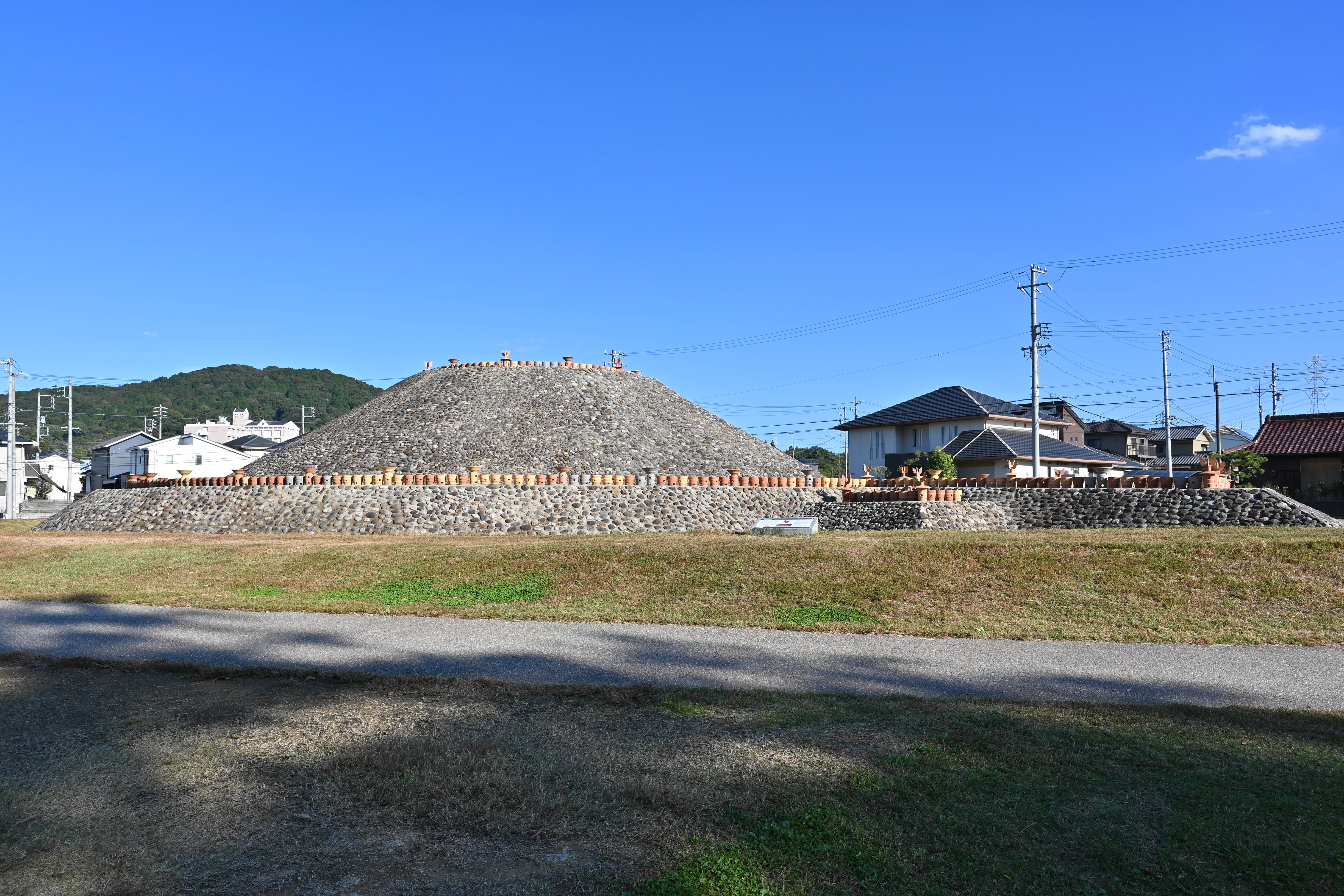
志段味大塚古墳 （志段味古墳群）

#### 飛鳥時代
- 645年（大化元年）7月14日 - 孝徳天皇が神に供える幣を課した。
- 7世紀に朝廷によって律令制が敷かれると尾張国造の領域が令制国の尾張国の範囲となる。
  - 660年代には、国と評による地方行政区画が施行されていたが、本格的な地方行政制度は8世紀の初頭に地域を国・郡・里の3段階に区分し、『延喜式』民部式によると尾張は、海部郡・中嶋郡・葉栗郡・丹羽郡・春部郡（かすがべぐん）・山田郡・愛智郡・知多郡の八郡であった。
- 663年の白村江の戦い以降、国際的危機に直面したこともあり、国防力の増強を図る政策を打ち出した為、西国へ向かう防人の通行路にもなった。

易林本の『節用集』によると尾張国は肥沃（地厚土肥）な大上国と記されており、古代から須恵器や土師器などの焼き物生産が盛んであった。
その富裕な農業生産力や畿内への地理的な近さを背景にして朝廷を支える律令国として成長した。

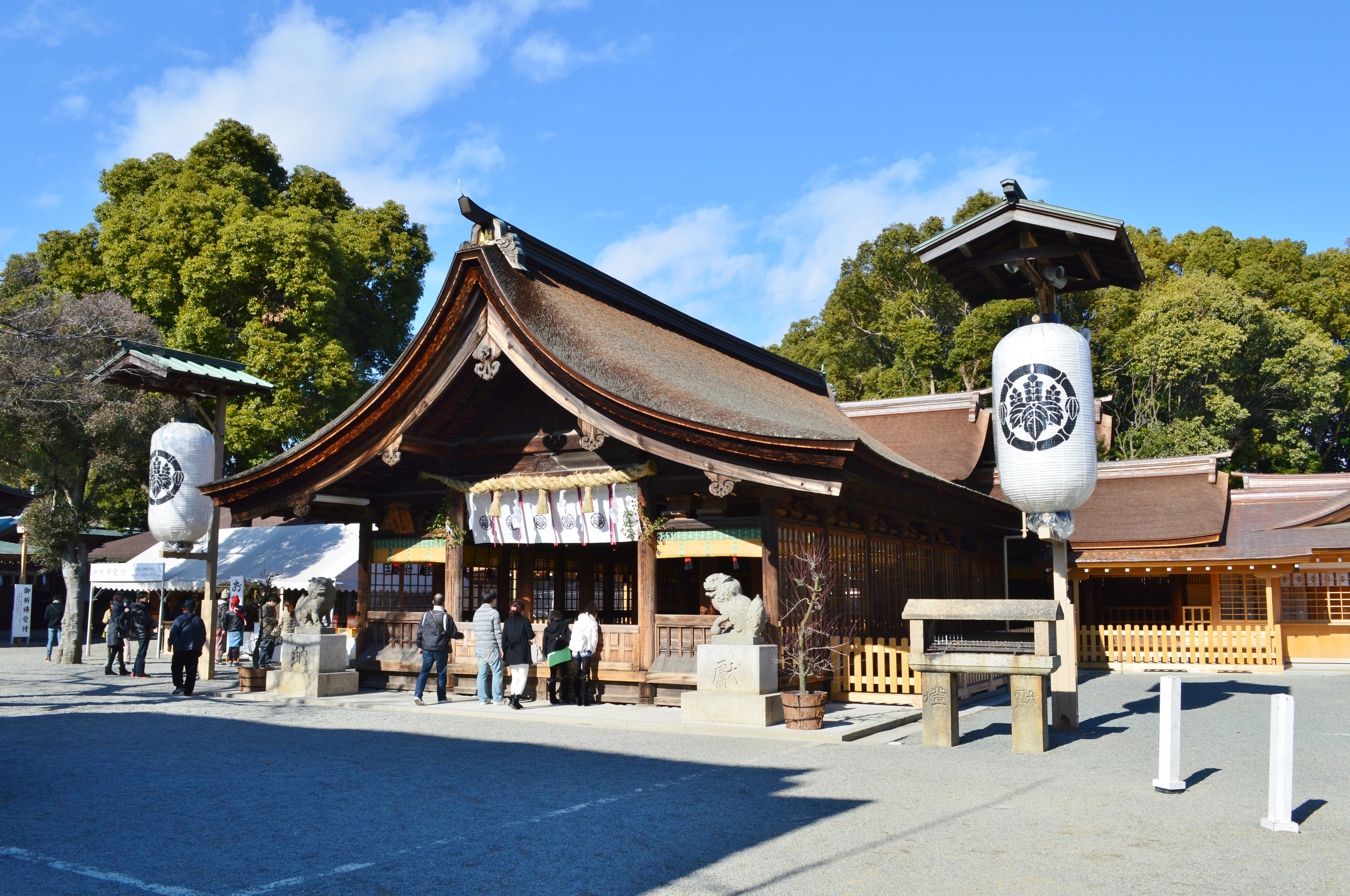
国府宮
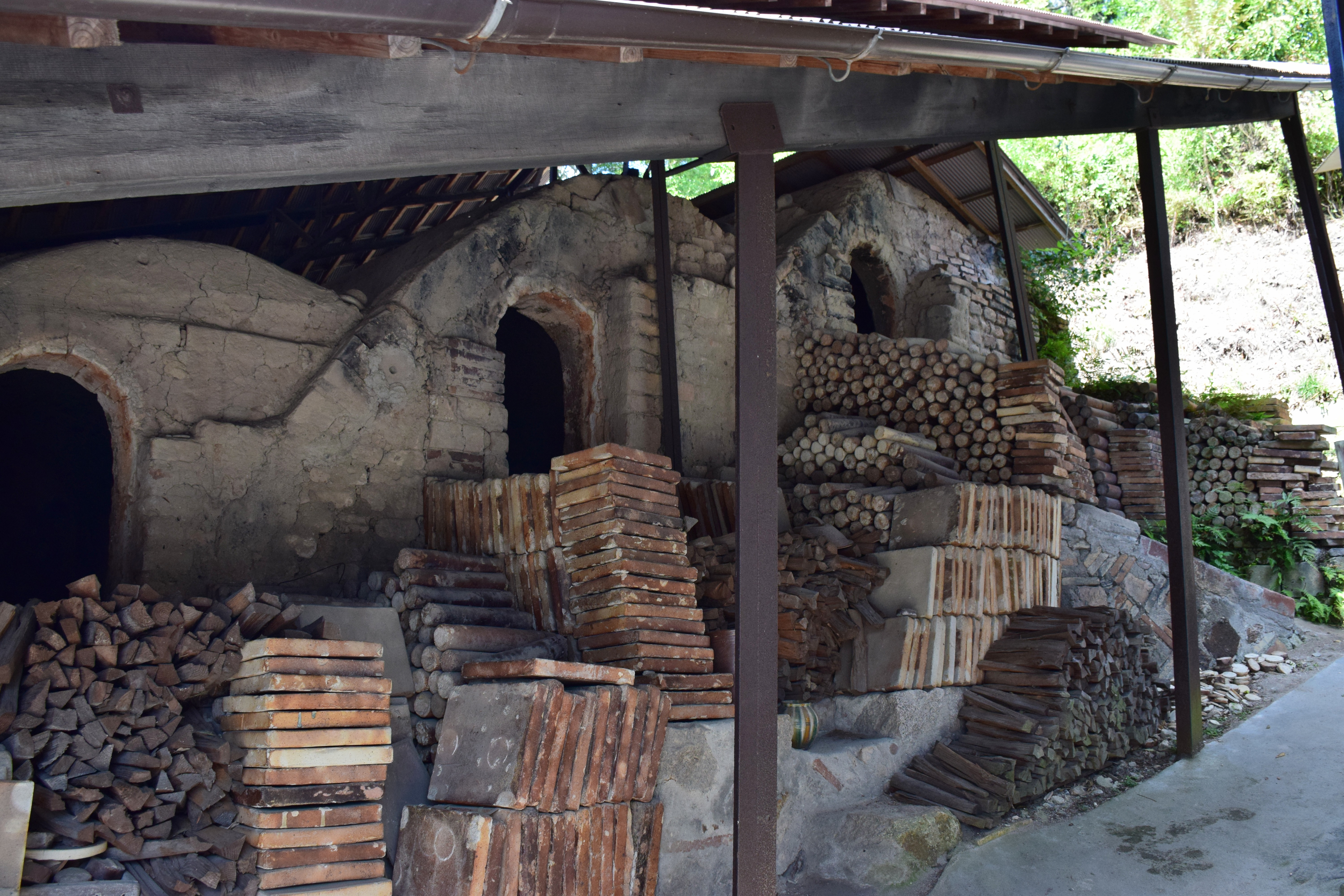
洞本業窯（瀬戸焼）
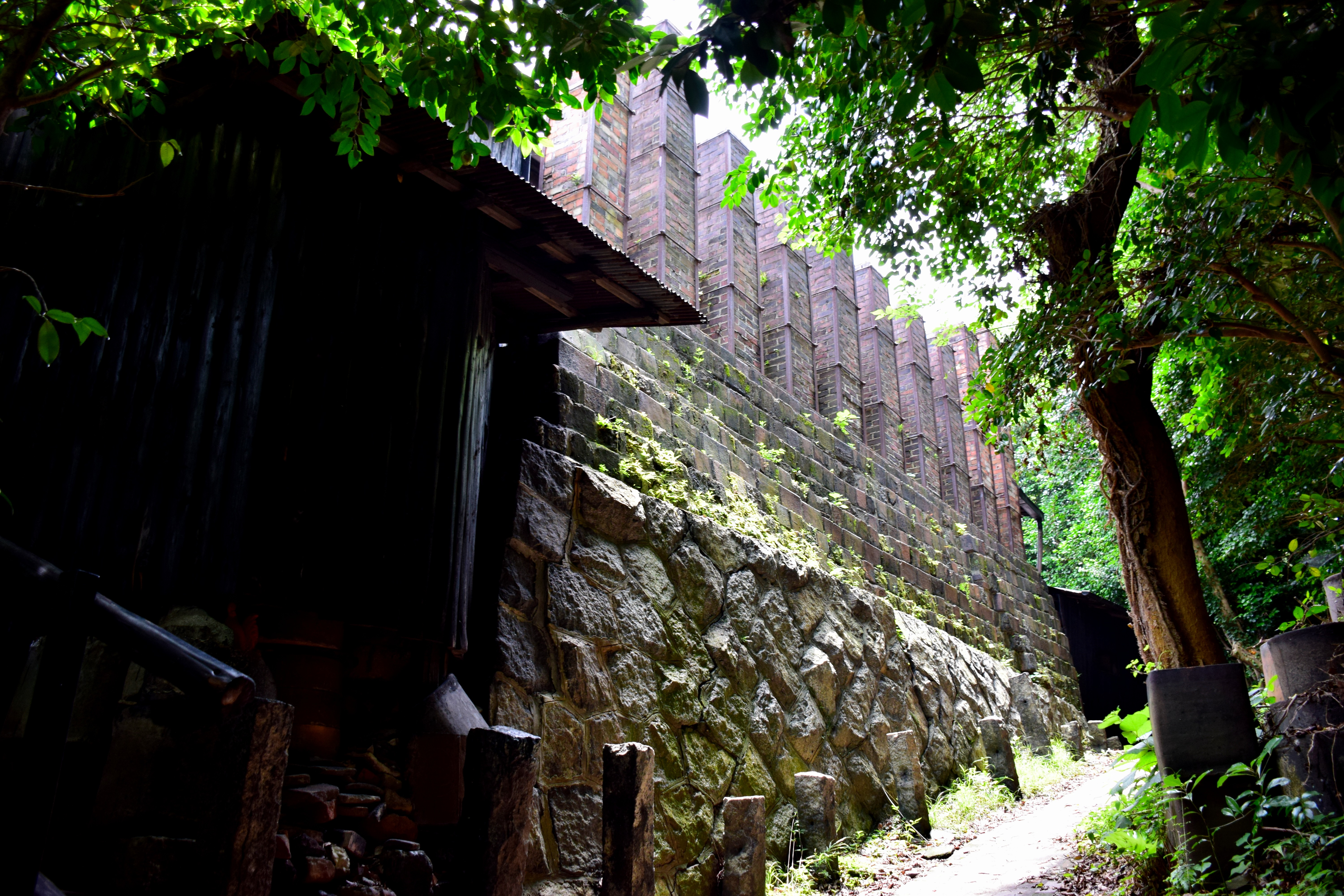
陶栄窯（常滑焼）
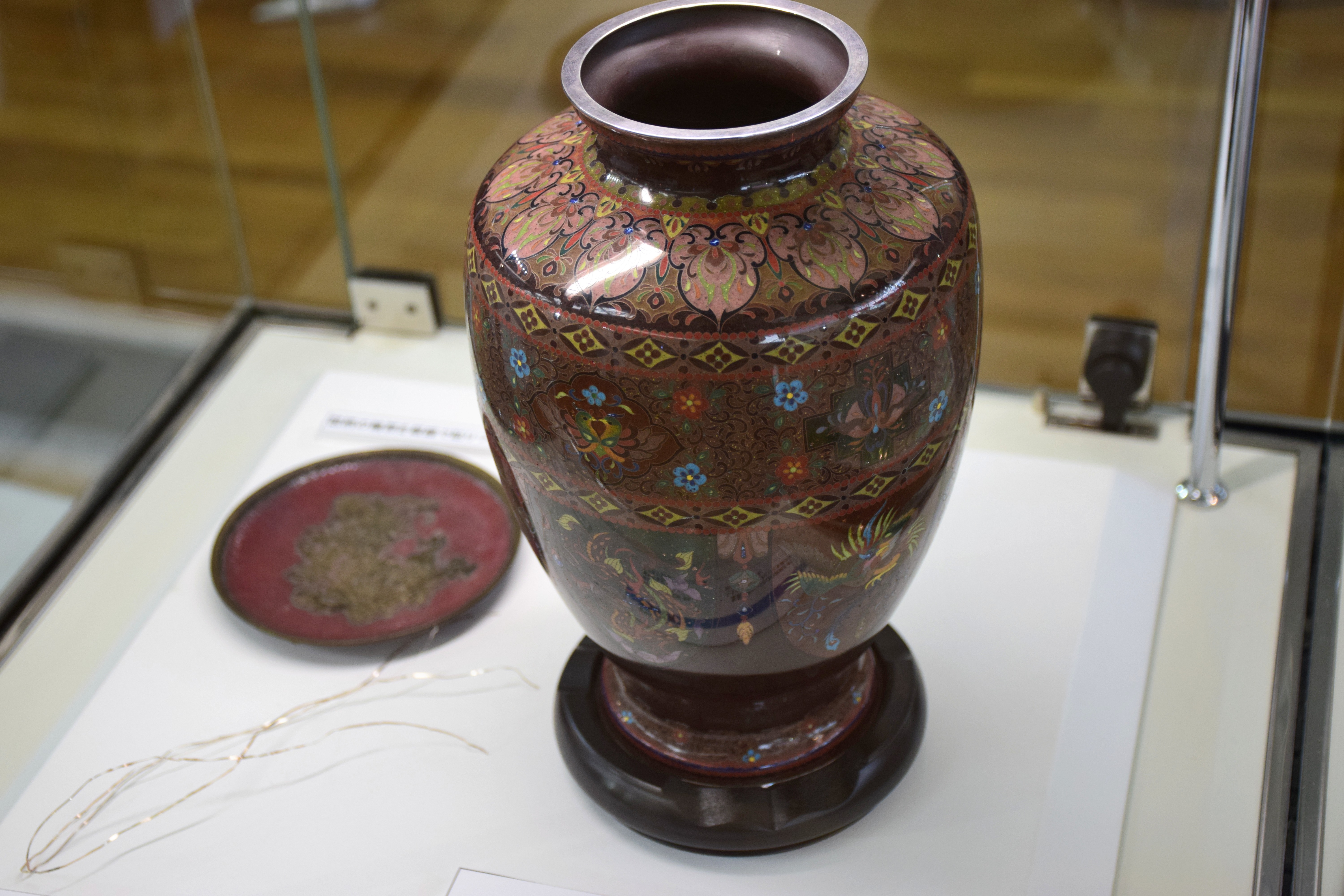
尾張七宝（七宝焼）

#### 奈良時代
- 8世紀前半に『尾張国風土記』が編纂されたが、現在は散逸している。
- 741年（天平13年） - 聖武天皇による国分寺建立の詔に続いて、尾張国分寺に関し『続日本紀』において天平勝宝元年（749年）5月15日条、神護景雲元年（767年）5月20日条、神護景雲3年（769年）9月8日条、宝亀6年（775年）8月22日条にそれぞれ記載が確認される[4]。

このうち神護景雲3年記事によると、当時の国府・国分寺・国分尼寺の位置は鵜沼川（現・木曽川）下流とされる。
『日本紀略』元慶8年（884年）8月26日条では、尾張国分寺が焼失し、その機能を愛智郡定額寺の願興寺（現・名古屋市中区の尾張元興寺跡か）に移したと見える。発掘調査においても、この焼失後の存続は認められていない。

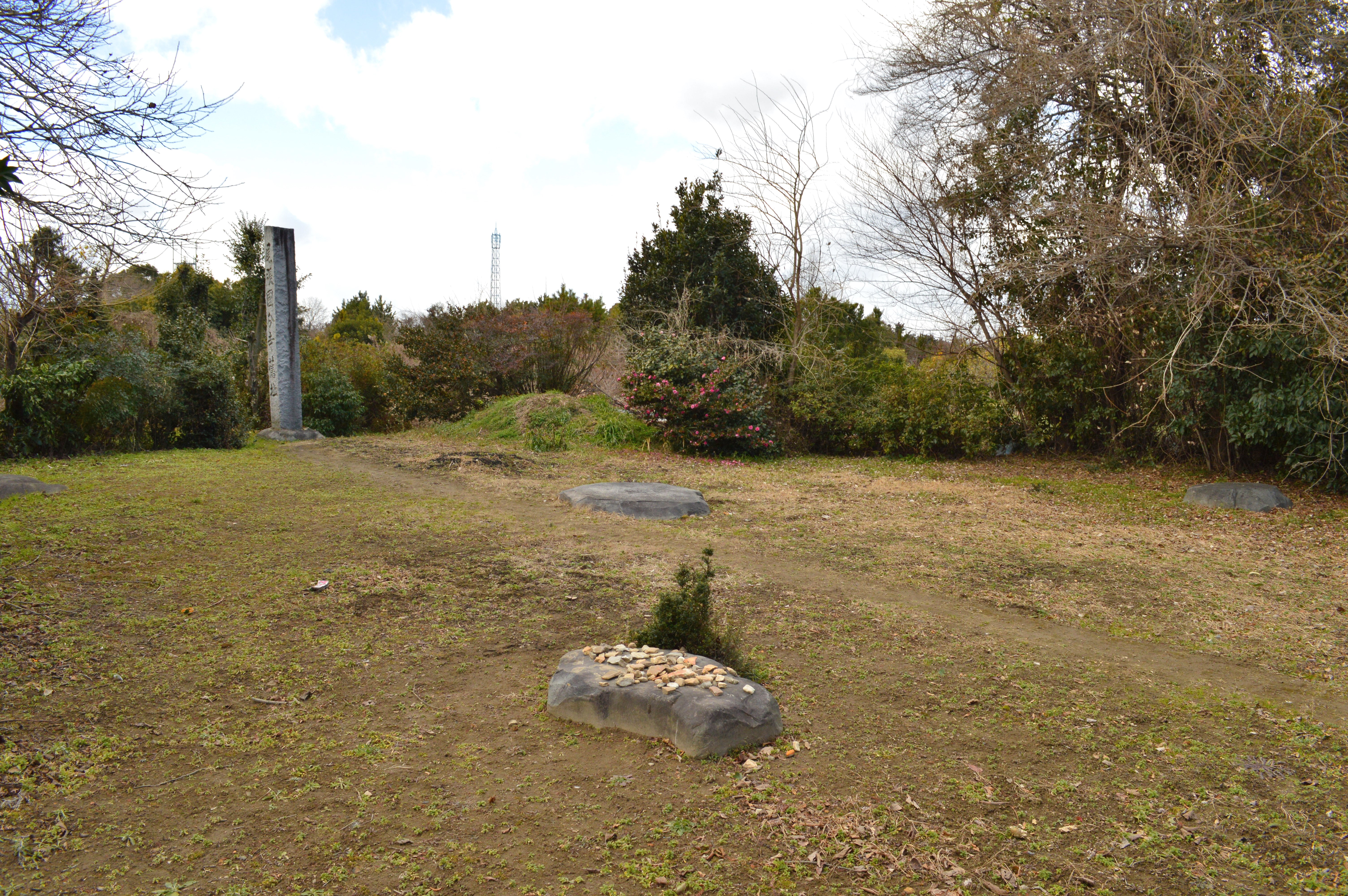
尾張国分寺跡
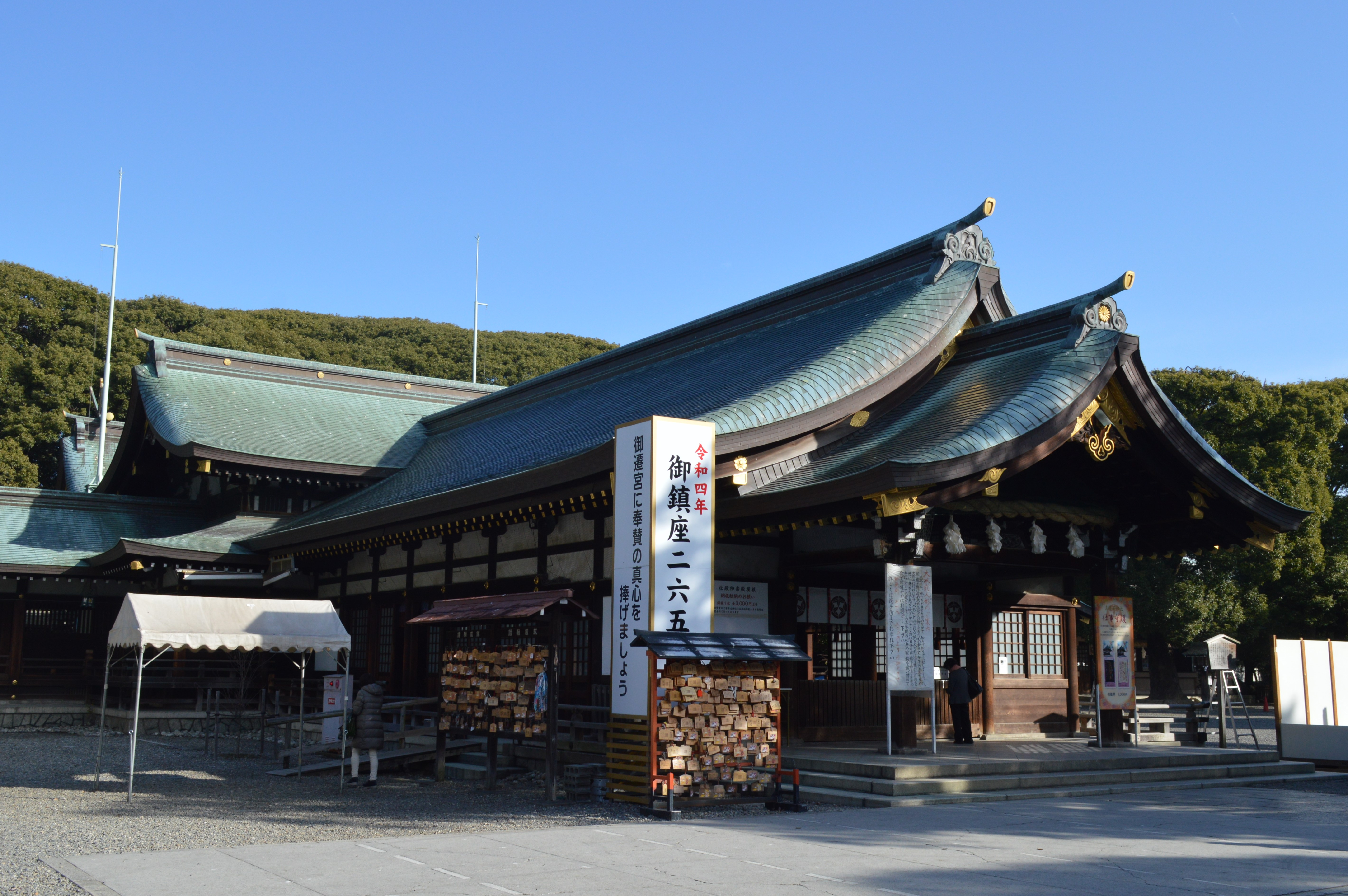
真清田神社 （尾張一宮）
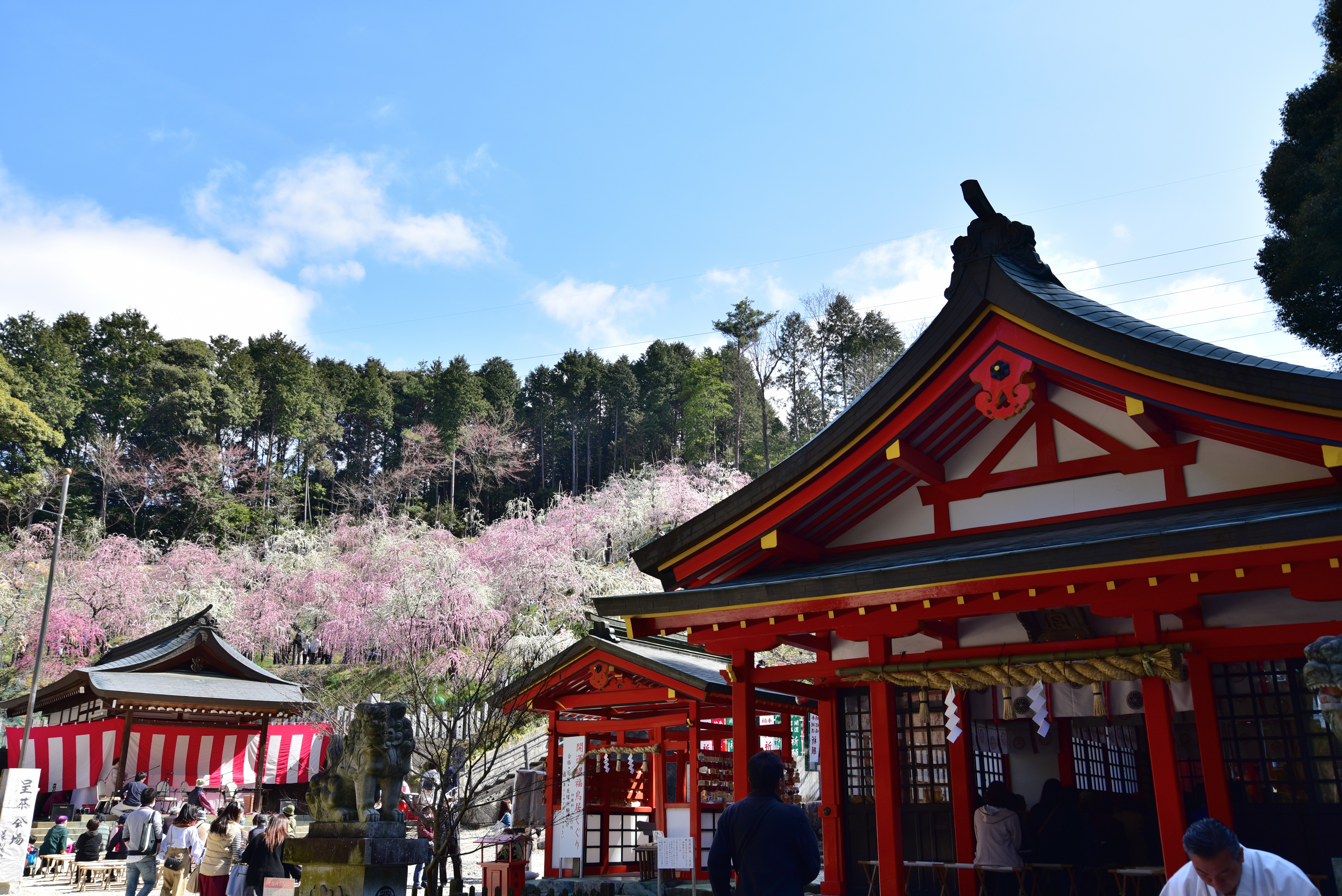
大縣神社 （尾張二宮）

### 中世
古代より引き続き水利工事が進められ（木曽川・長良川流域。隣国美濃国とともに耕地開発された）、国の面積は小さいながらも米の生産高は他国に比べ早くから向上した。

#### 平安時代

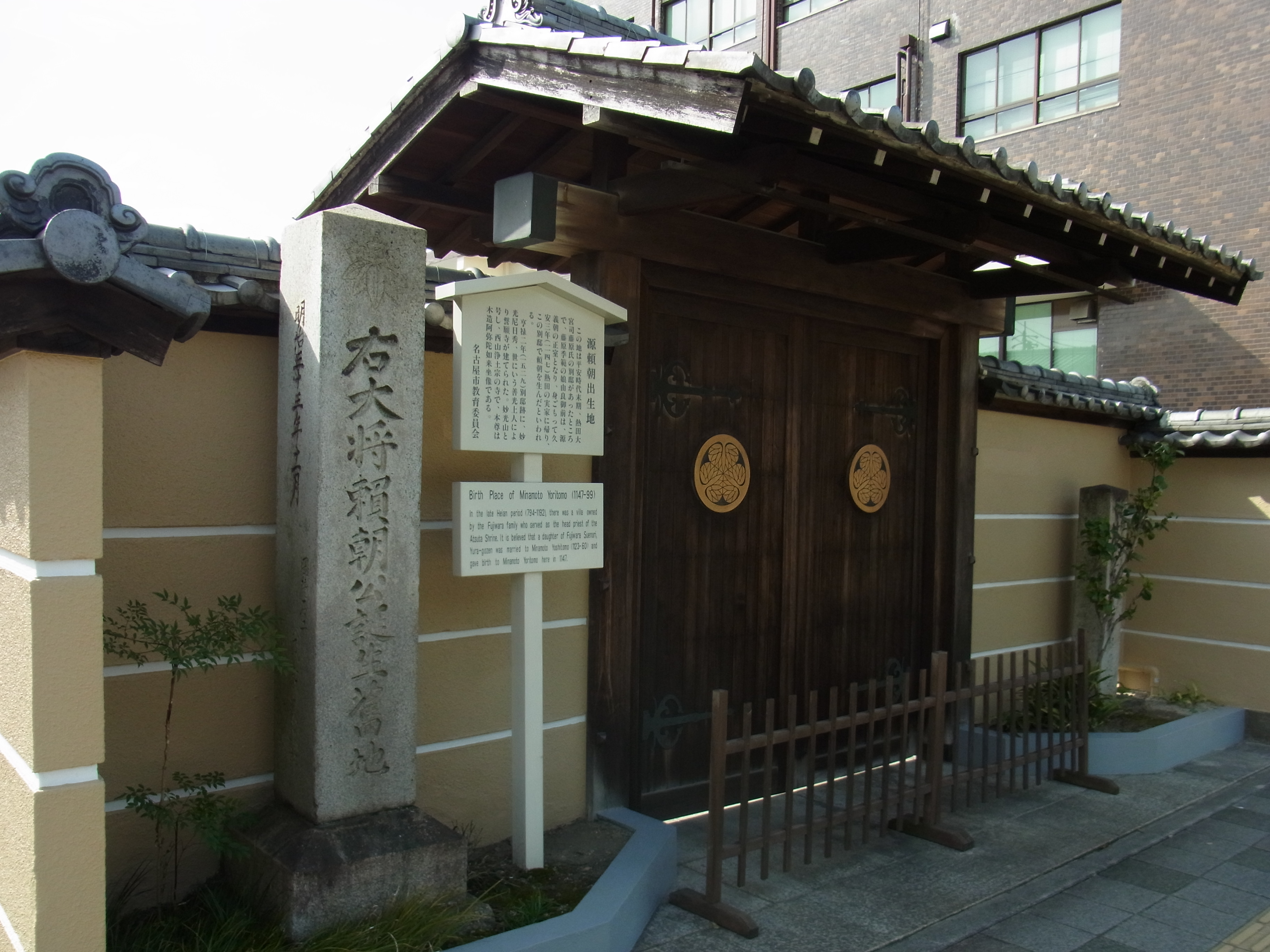
源頼朝の生誕地とされる熱田神宮大宮司藤原氏の別邸跡（誓願寺）

- 平安時代末期になると熱田大宮司であった藤原季範は源氏に接近し、娘の由良御前が源義朝に嫁いで源頼朝を産んでいる。

また、季範の養女（孫娘）は足利義康(足利氏初代)に嫁いでおり、足利氏にも血脈を伝えている（足利氏8代目が室町幕府を開く足利尊氏である）。
- 治承5年（1181年）、「治承・寿永の乱」における「墨俣川の戦い」が尾張国と美濃国の国境にある墨俣川（現在の長良川）で行われた。

#### 鎌倉時代
- 京から鎌倉のある東国への往還道として鎌倉街道が整備され、東西の交通の要衝となる。主な経由地は以下の地域と推定される。[6]
  - 黒田（一宮市）
  - 萱津（あま市）
  - 古渡（名古屋市中区）
  - 鳴海（名古屋市緑区）

#### 室町時代

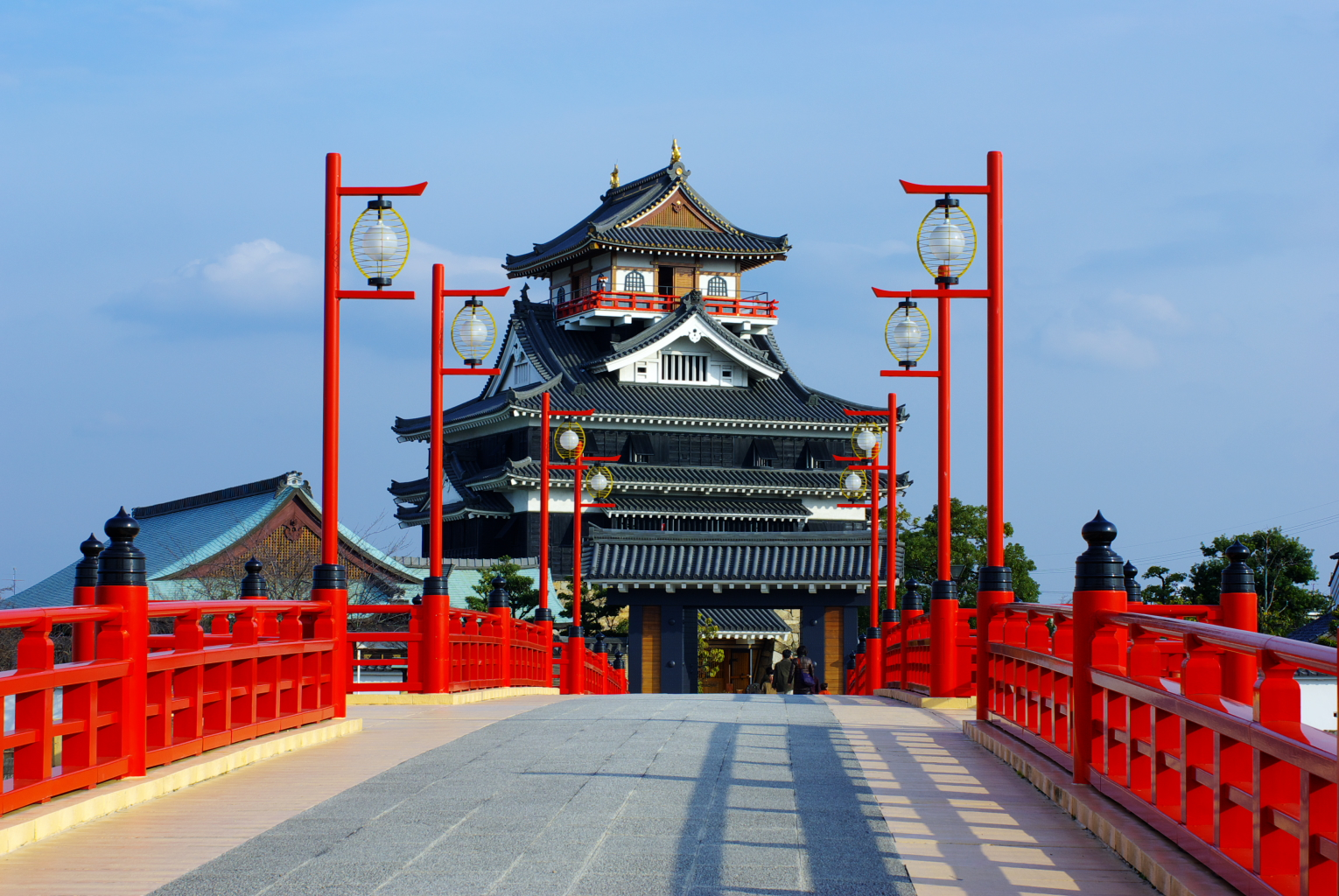
清洲城（清須市）

- 室町時代初期には美濃国の守護であった土岐氏などが守護を務めていた。
- 1400年頃に斯波義重（義教）が尾張守護に着任する。
  - 斯波義重の父斯波義将は、越前（福井県）と越中（富山県）の守護であり、父から越前守護職を譲られた後、尾張（愛知県）と遠江（静岡県）の守護となる。その際、越前時代からの被官である甲斐氏・織田氏・二宮氏らが尾張に送りこまれ、荘園・公領に給人として配置された。
- 1405年、義重によって清洲城が築城された。

以後戦国期に至る150年間，尾張は足利一門守護で三管領の斯波氏の領国となった。
なお、1391年には知多郡が、1395年には海東郡の分郡守護に一色氏が任じられているが、これは当時の守護であった土岐氏を牽制する措置であったとされている。だが、海東郡は1430年に一色義貫が足利義教と対立して没収され、知多郡も応仁の乱で一色義直が西軍に着いた際に室町幕府に没収されている。

#### 戦国時代
斯波氏の守護代織田氏が実力を持つも、応仁の乱の発生で織田家は二つに分裂。東軍についた「大和守家（清洲織田氏）」と西軍についた「伊勢守家（岩倉織田氏）」が戦後の尾張支配を巡って抗争状態となる。
斯波氏は両者を巧みに操縦していたが、やがて実力を失う。また駿府の今川氏親が東尾張に侵攻した名残りで那古野城は今川家の保有となる。
「大和守家」の家老一族が「弾正忠家」として枝分かれし、織田信秀の代で躍進する。信秀は那古野城を今川氏豊から奪い取るなど功績を挙げた。

### 近世

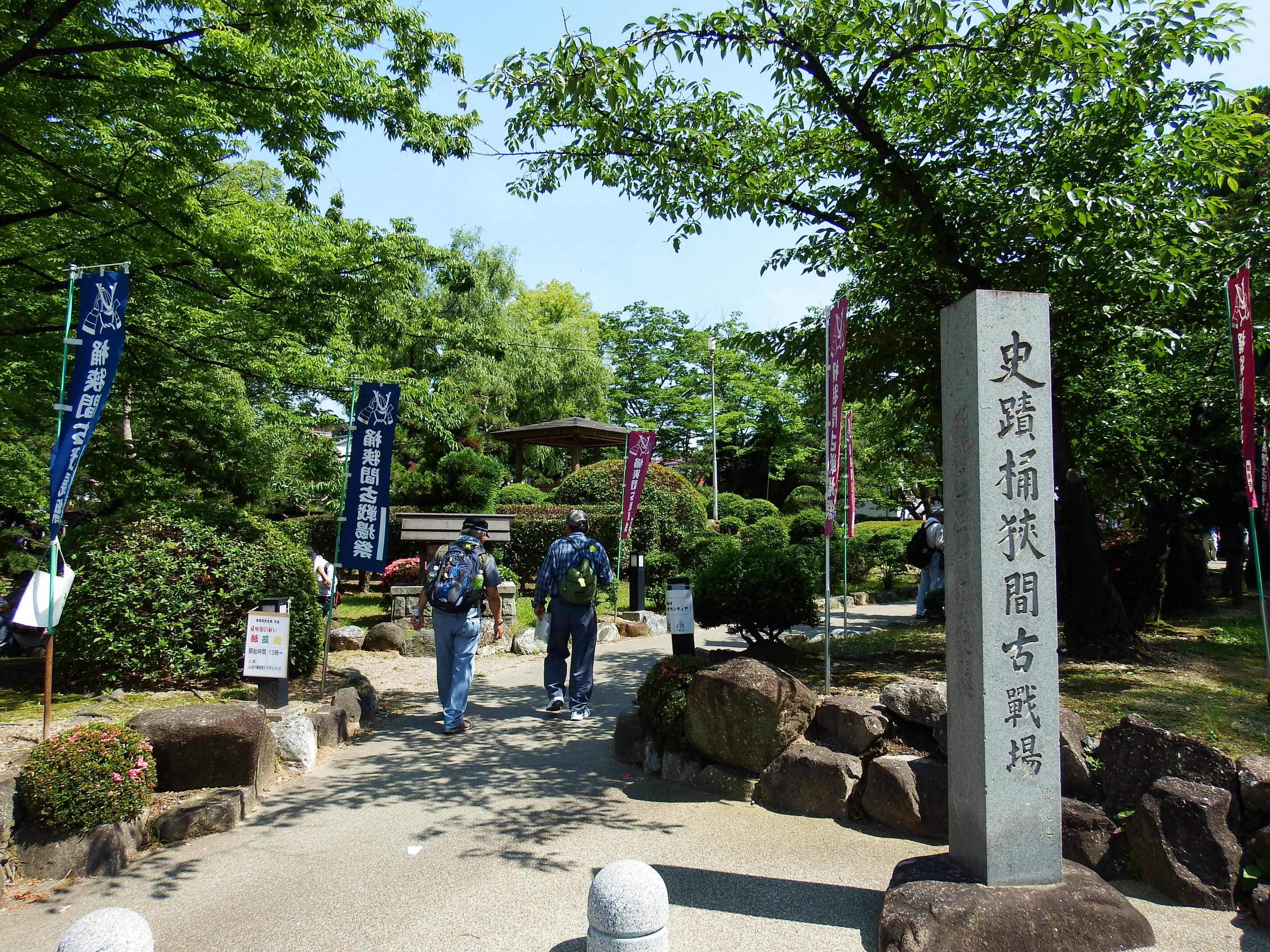
桶狭間古戦場伝説地（豊明市）

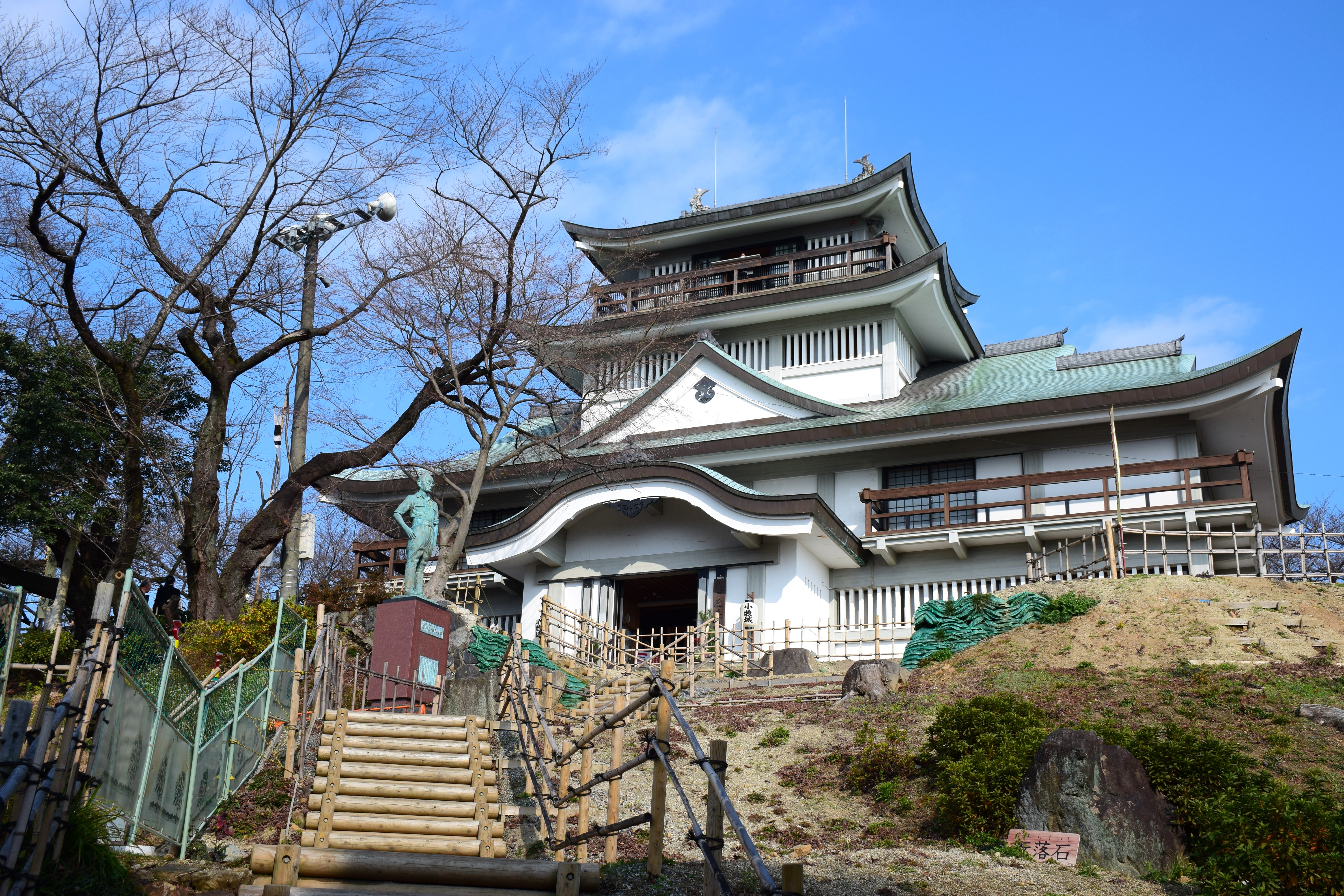
小牧山城（小牧市）

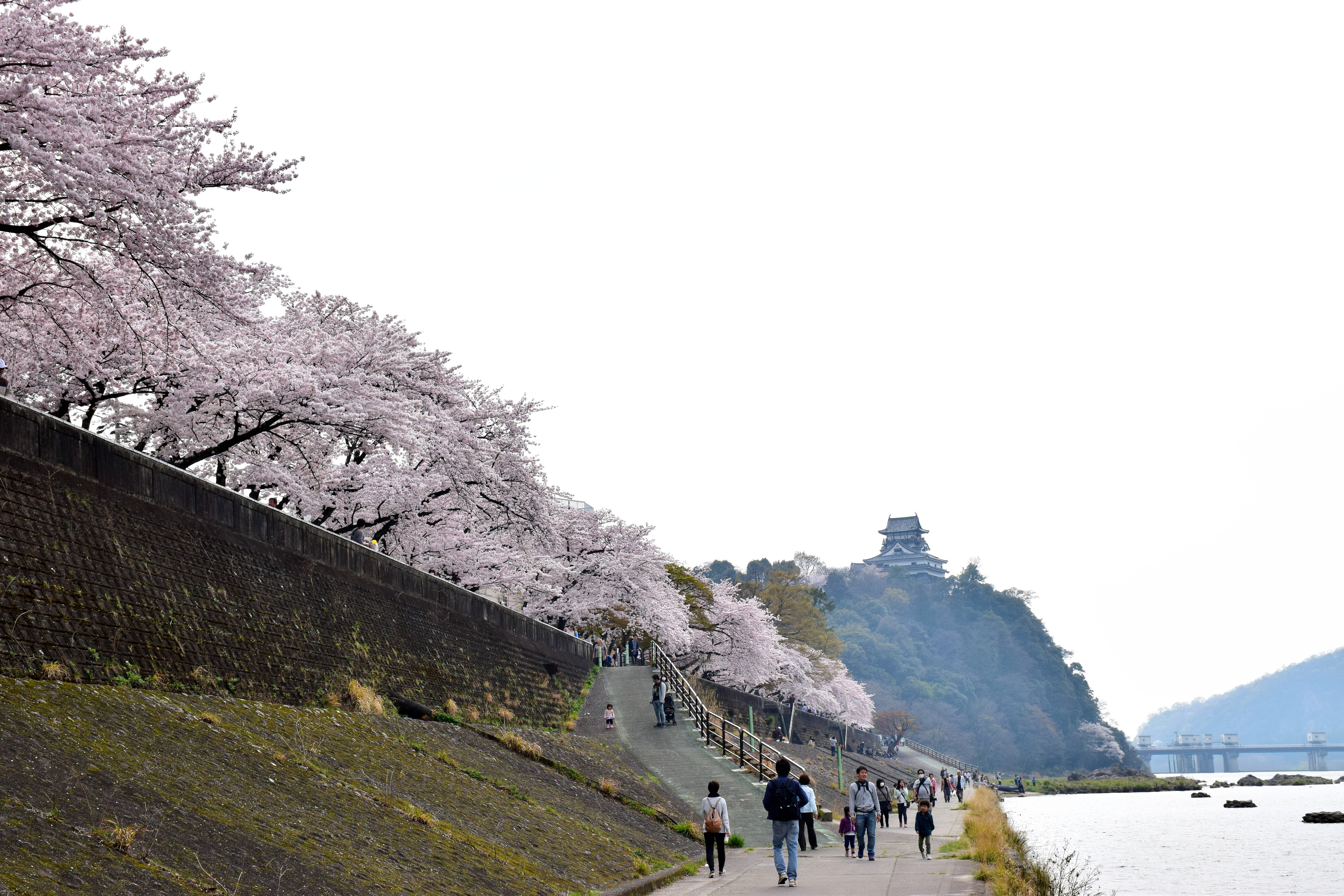
犬山城（犬山市）

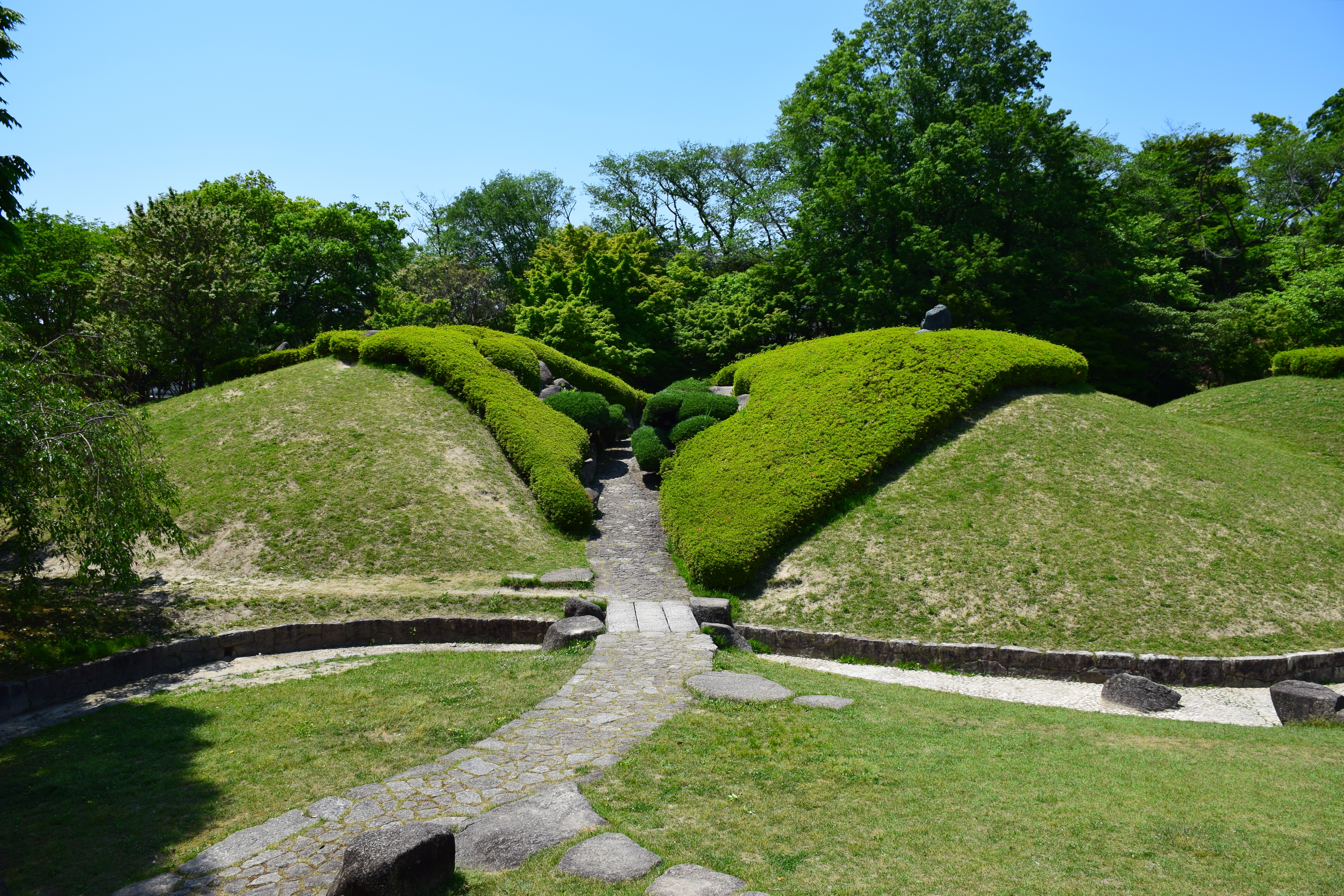
長久手古戦場公園（長久手市）

#### 安土桃山時代
信秀の死後、家督相続を巡って大和守家から干渉があったものの、織田信長が家督を継ぐ。
信長は斯波氏を後援し、大和守家と伊勢守家を排除。更に斯波氏が信長追放を企てると斯波氏も追放。伊勢長島を占拠していた一向宗を滅ぼして尾張統一を成し遂げた。
- 1560年（永禄3年）6月12日、信長討伐を目的として尾張に侵攻した今川義元を桶狭間の戦いにて破る。これ以後、尾張国はその全域を織田弾正忠家が二代に渡って支配する。
- 1582年（天正10年）、本能寺の変が発生し信長・信忠親子は揃って敗死。
- 山崎の戦いで明智光秀を倒した羽柴秀吉と、織田家重臣の柴田勝家が世に言う清洲会議で対立。
  - 信長の後継者として信長の三男・神戸信孝を推す勝家と信忠の嫡子三法師を推す秀吉の対決は最終的に「織田家新当主に三法師、後見役に信孝」という形で落着した。しかし、まもなく清洲会議の決定を反故にした秀吉らは信長の次男・織田信雄を主君として擁立。これに異を唱えた信孝と柴田勝家を賤ヶ岳の戦いで滅ぼした。

ところが安土に入城して信長の実質的後継者を宣言しようとした信雄は秀吉に退去させられたことで関係が悪化。隣国、三河国の徳川家康と同盟を結ぶ。
- 1584年（天正12年）、小牧・長久手の戦いを引き起こす。権力掌握のため多方面に軍を展開する秀吉はこの戦いに苦戦。池田恒興、森長可が戦死する事態に陥る。

しかし様々な計略で信雄を追い詰め単独講和に成功し、大義名分を喪った家康も撤兵する。豊臣政権下の尾張国は当初、織田信雄に統治された。
- 1586年1月18日（天正13年）信雄は長島城を本拠としていたが、天正地震により長島城が倒壊したことで清洲城を大規模改修して本拠とする。その後、信雄は後北条氏滅亡後の関東への転封を拒んだため、1590年（天正18年）秀吉の逆鱗に触れて改易された。信雄改易により、尾張国は福島正則（24万石）ら豊臣家の武将により分割支配された。
- 1586年（天正14年）の木曽川の「天正の大洪水」により、美濃国との境に流れていた木曽川が葉栗郡内のほぼ中央を流れるようになった。
- 1589年（天正17年）豊臣秀吉の命により、新しい木曽川を尾張国と美濃国の境とし、美濃国側を羽栗郡に改称した。同時に中島郡・海西郡も2国にまたがる郡となったが、こちらは改称されていない。
- 1600年（慶長5年）、関ヶ原の戦いが発生。挙兵した石田三成の狙いは尾張・三河を電撃的に掌握し東海道の徳川軍を挟撃することにあったが失敗。一方、小山から転進した東軍は清洲城を集結地点として進軍。尾張・美濃の両国は東西両軍による前哨戦の舞台となる。戦後、福島正則は大きく加増され安芸広島に転封となる。

そして、関ヶ原の戦功により徳川家康の四男松平忠吉が領主となり、尾張国全域と美濃の一部を領地とする清洲藩が成立した。しかし忠吉は1607年（慶長12年）に28歳で死去。無嗣断絶となる。家康の九男で忠吉の弟にあたる甲斐甲府藩主の徳川義直が転封して清洲藩を継承した。
尾張国は源頼朝・織田信長・豊臣秀吉という三人の天下人を輩出。この他、尾張国出身の武将としては、柴田勝家、丹羽長秀、前田利家、池田輝政、山内一豊、加藤清正、福島正則、蜂須賀正勝、佐久間信盛、佐久間盛政、佐々成政、堀尾吉晴、浅野長政などが有名である。

#### 江戸時代
江戸時代初期から後期

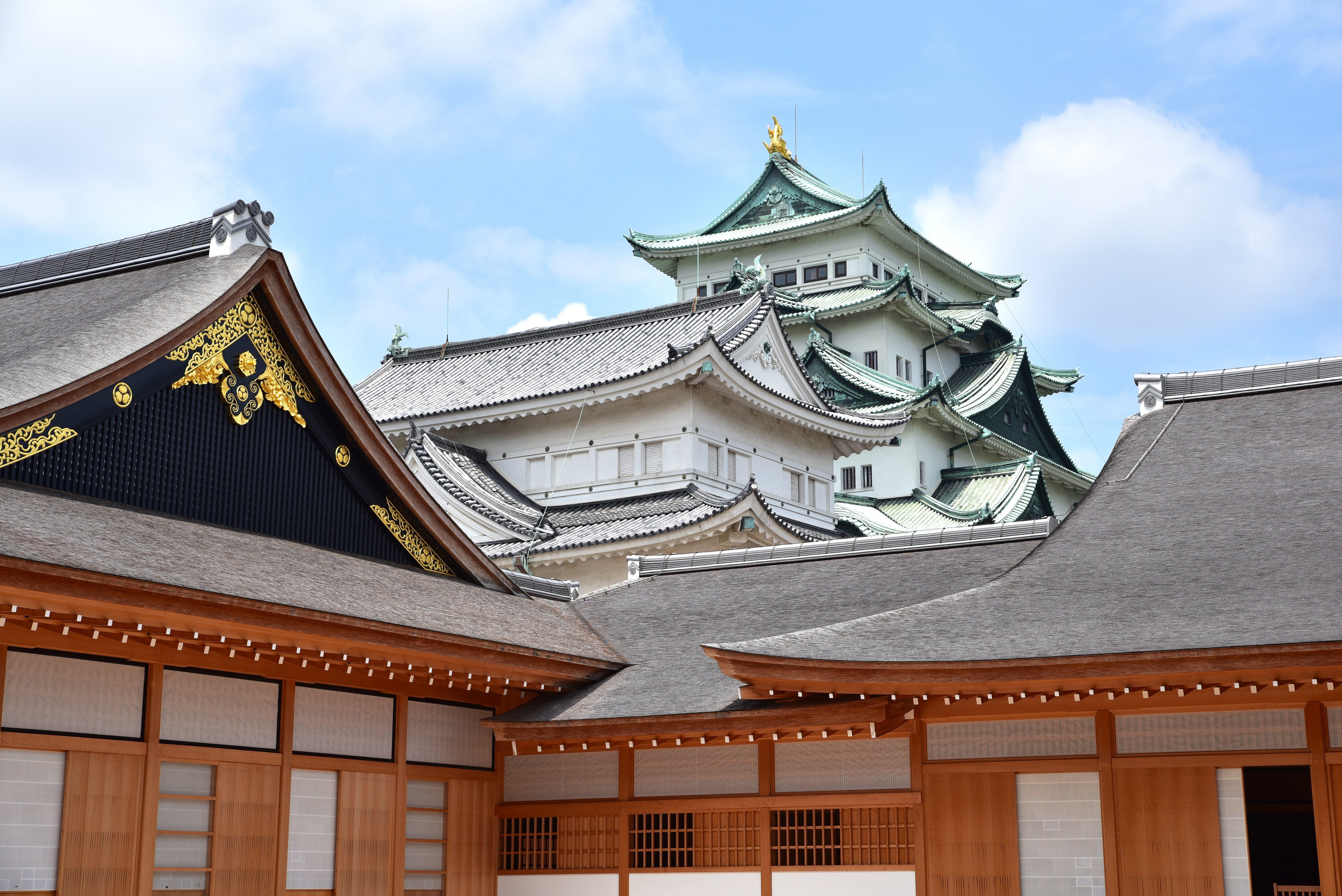
名古屋城

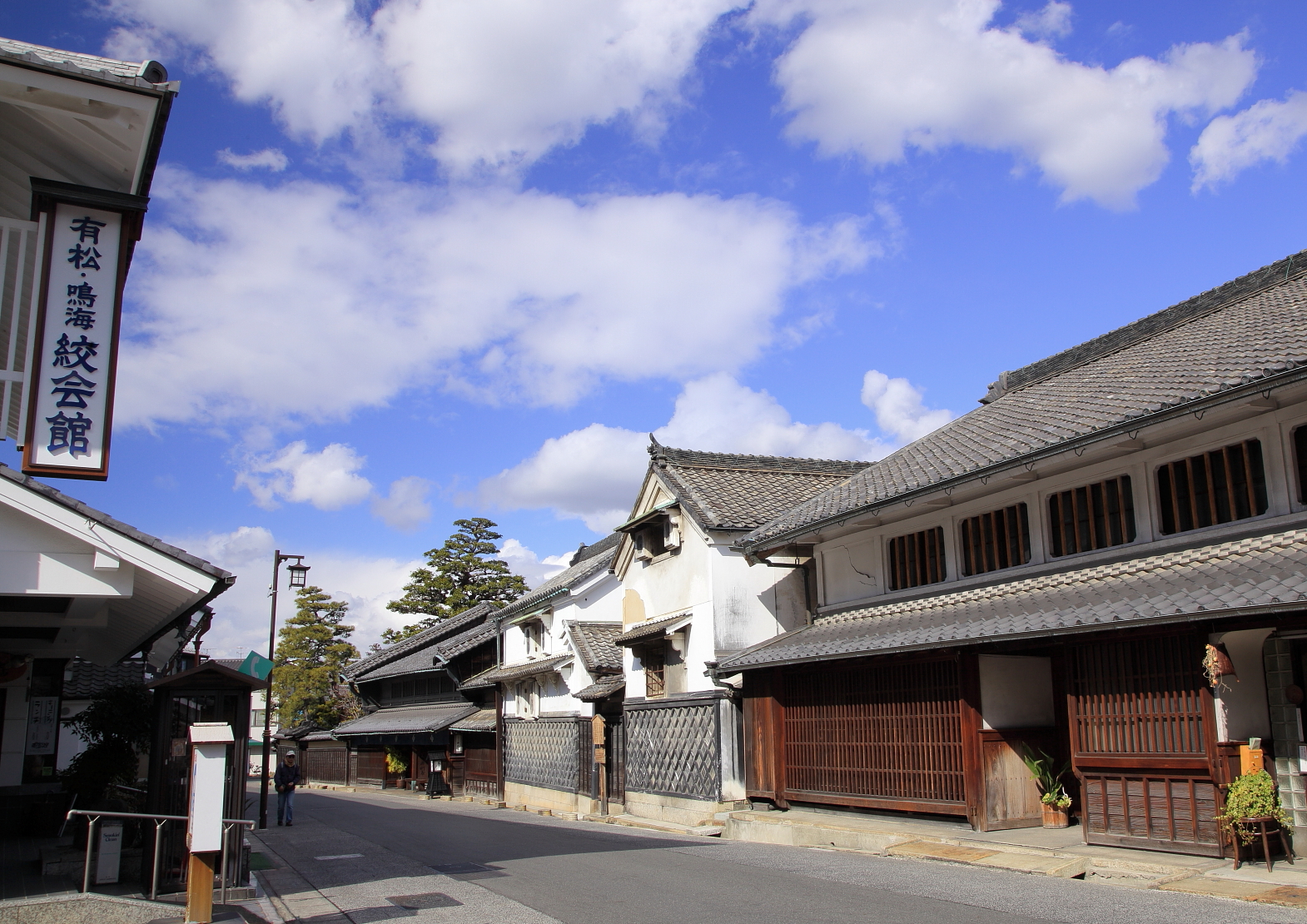
有松町（名古屋市緑区）

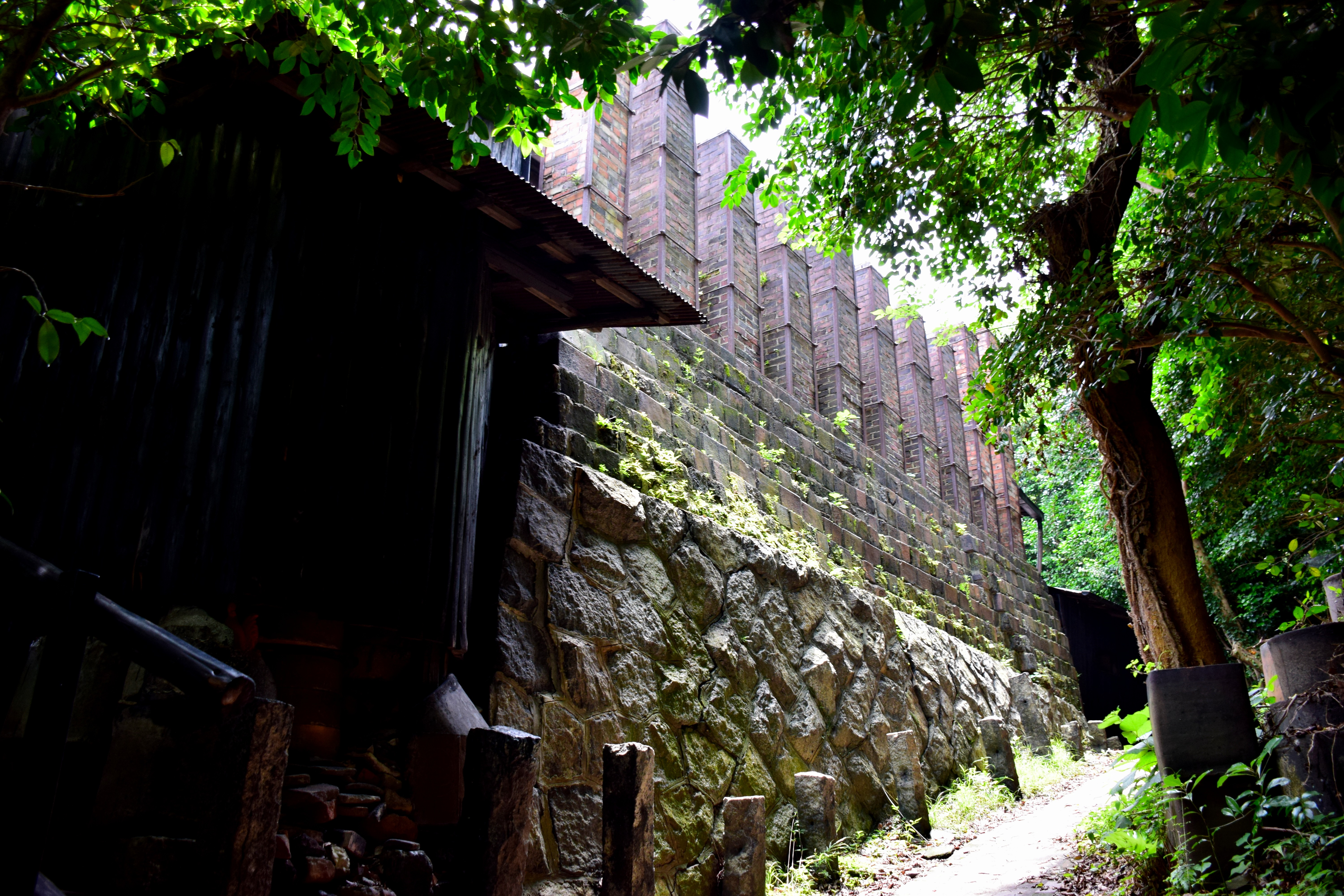
陶栄窯（常滑市）

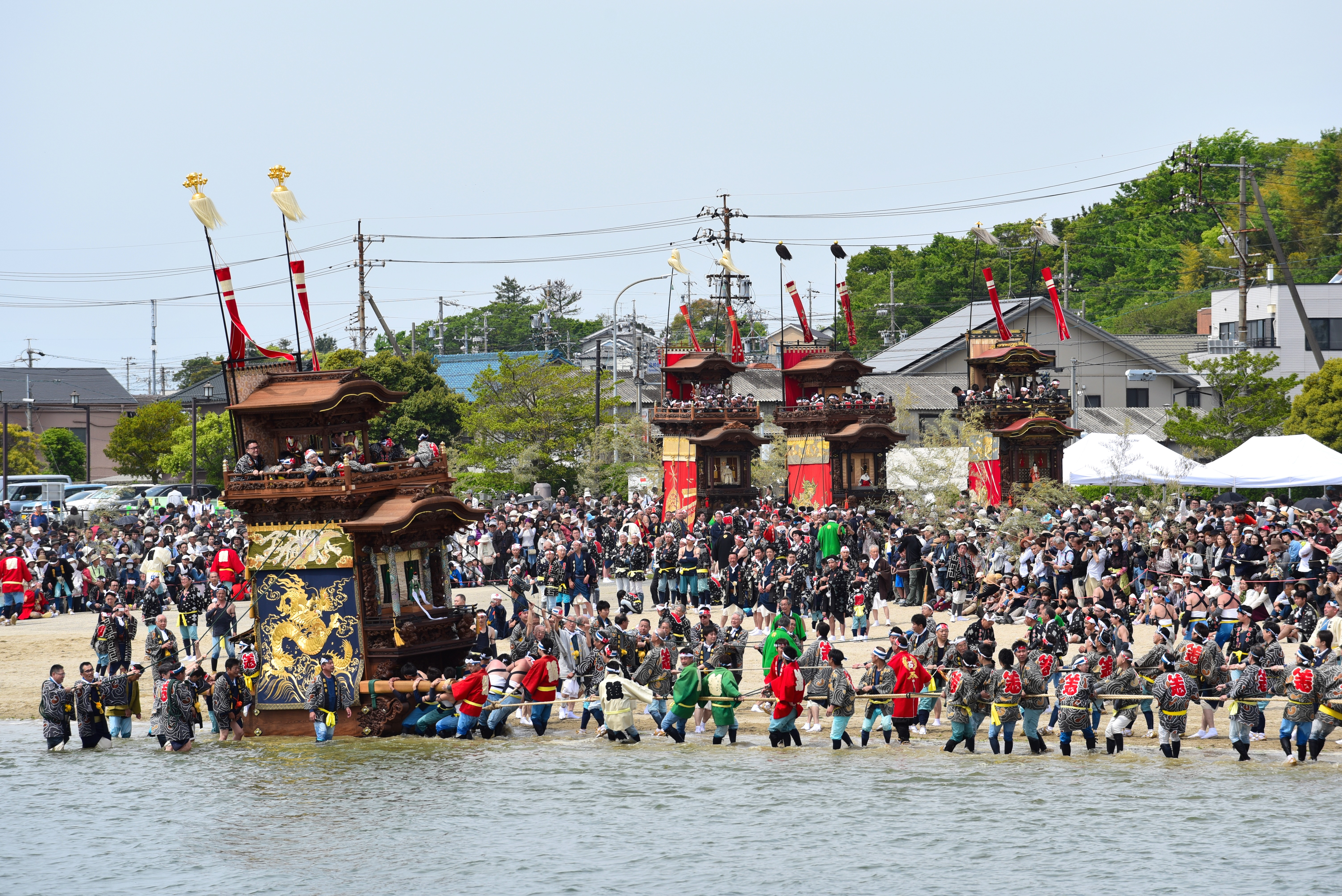
亀崎潮干祭（半田市）

徳川義直の入府後、東海道筋の重要拠点として再整備が行われる。
- 1609年、大御所家康の意向により廃城となっていた那古野城址に新城として名古屋城の築城が決定となる。これにあたって全国の諸侯が動員された。（天下普請）天守台石垣については加藤清正が普請助役となった[注 7]。

築城にあたり清洲城下町がそっくり移転され、清洲城の資材は名古屋築城に再利用された（清洲越し）。こうして長らく尾張支配の象徴だった清洲城は破却となり、かわって名古屋城が中心となる。この決定については、清洲城址の発掘調査で1586年1月18日（天正13年）に発生した天正地震で深刻な液状化現象が発生し、当時の清洲城主・織田信雄が大規模な改修を行ったが根本的な解決に到らなかったためと考えられている。また名古屋移転に伴い、呼称も清洲藩から尾張藩と改められた。家格も徳川御三家の筆頭という将軍家に次ぐ格別な位置に置かれ、その城下町たる名古屋は江戸時代の中期頃には三都に次ぐ大都市となった。
- 1730年9月 - 7代尾張藩主に徳川宗春が就くと、祭りを奨励し、芝居小屋や遊郭を作ることを認めて能楽や歌舞伎、茶道や華道など様々な文化が盛んになった。

当時は、徳川吉宗による享保の改革の真っ只中で規制が厳しかったため、全国から文化人が名古屋に集まり、今日の芸どころ名古屋の基礎が築かれていった。
- 産業面では、徳川家康から義直へ婚礼祝いとして木曽の山々が与えられていたことにより、木曽川を下って良質で大量の木材が名古屋に集積され、名古屋桐箪笥・名古屋仏壇・木桶など、木工産業が盛んになった。また、家康の機械式時計を修理した津田助左衛門が尾張藩お抱え時計師となり、その技術は和時計やからくり人形に生かされた。

こうした木工・時計技術は後に鉄道車両・飛行機・自動車などに利用され、名古屋のものづくり産業の原点となっている。
その他、尾張藩は陶磁器を独占産業として位置付けたため、戦国時代末期には衰退していた瀬戸は陶磁器の街として復興している。
- 知多半島では、醸造業がさかんになり、灘に次ぐ酒の生産地であったという[9]。同時に海運業も発展し、尾州廻船が活躍した。酒や味噌、常滑焼などを運ぶほか、遠隔地で仕入れた荷物を売買する「買積」方式で莫大な利益を稼いだ[9]。

文化面では、この時に蓄えられた財力で建造されたとされるからくり人形が搭載された豪華な山車をひく祭りが、現在でも知多半島各地で行われている。
- 現在に到る食文化もこの時代に形成された。義直は徳川家の総本拠たる岡崎から職人を招いて八丁味噌を作らせた。現代でも「名古屋と言えばミソ文化」とされ、味噌煮込みうどん、味噌カツ、味噌おでんといった他の地方にはない独特の食文化として認知されている。他に三河芋川が発祥とされる「いもかわうどん」が名古屋できしめんとして人々に愛され、現代に到っている。
- 尾張藩の表向きの禄高は約62万石（尾張国で47万石だが広範囲に飛び地があった）だが、殖産奨励により実質的な禄高は100万石以上あったとされ、全国的にみても非常に裕福な藩であった。このため四公六民という全国的にみても低い税率であった。

ところが、相次ぐ飢饉や災害などの天災により赤字体質となっていく。
江戸時代末期

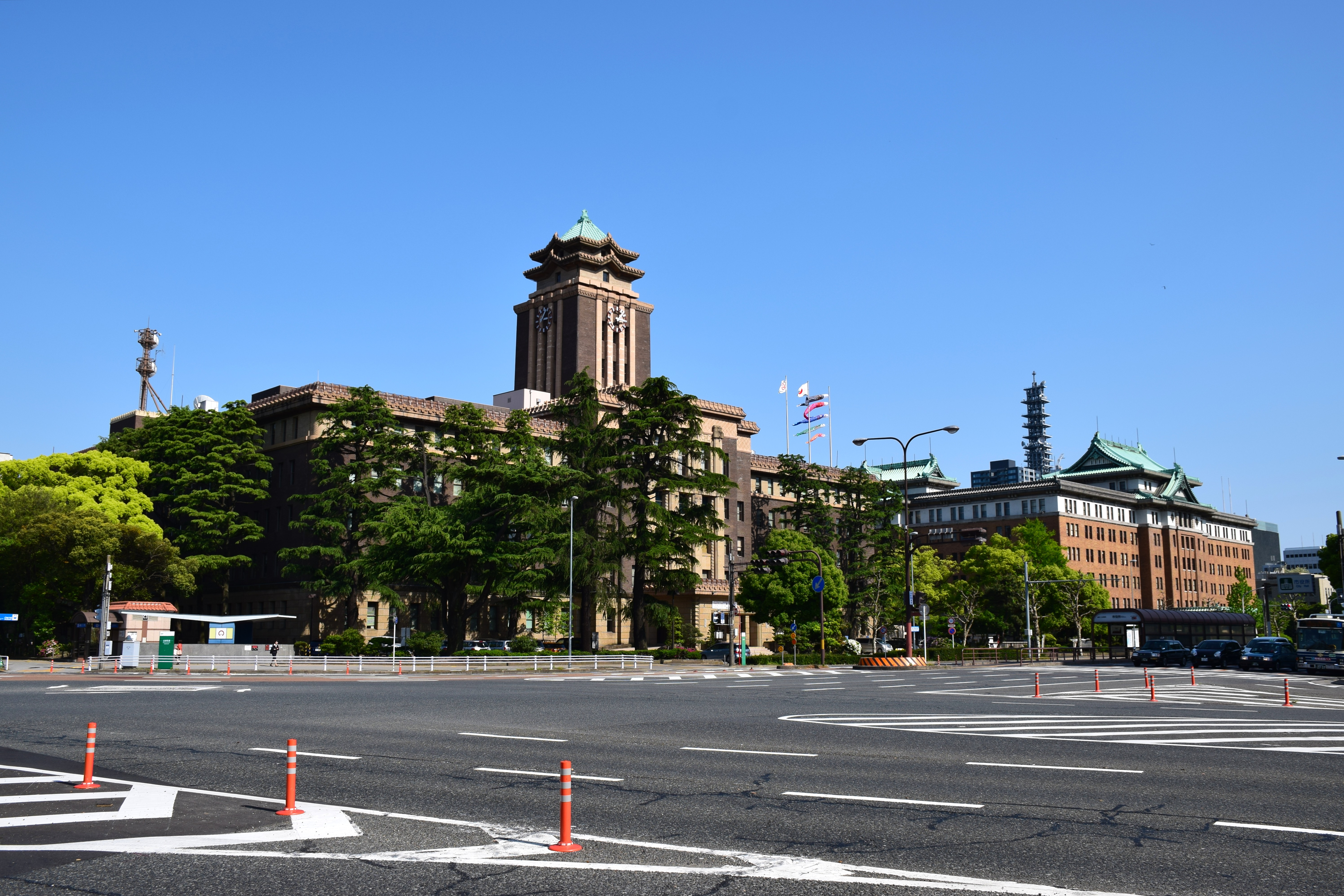
名古屋市役所と愛知県庁舎

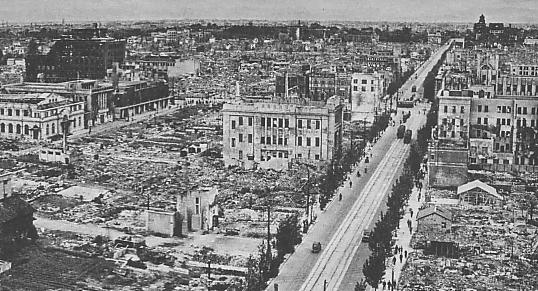
名古屋市中区

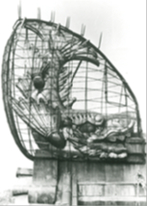
戦災で焼失した名古屋城天守の金鯱

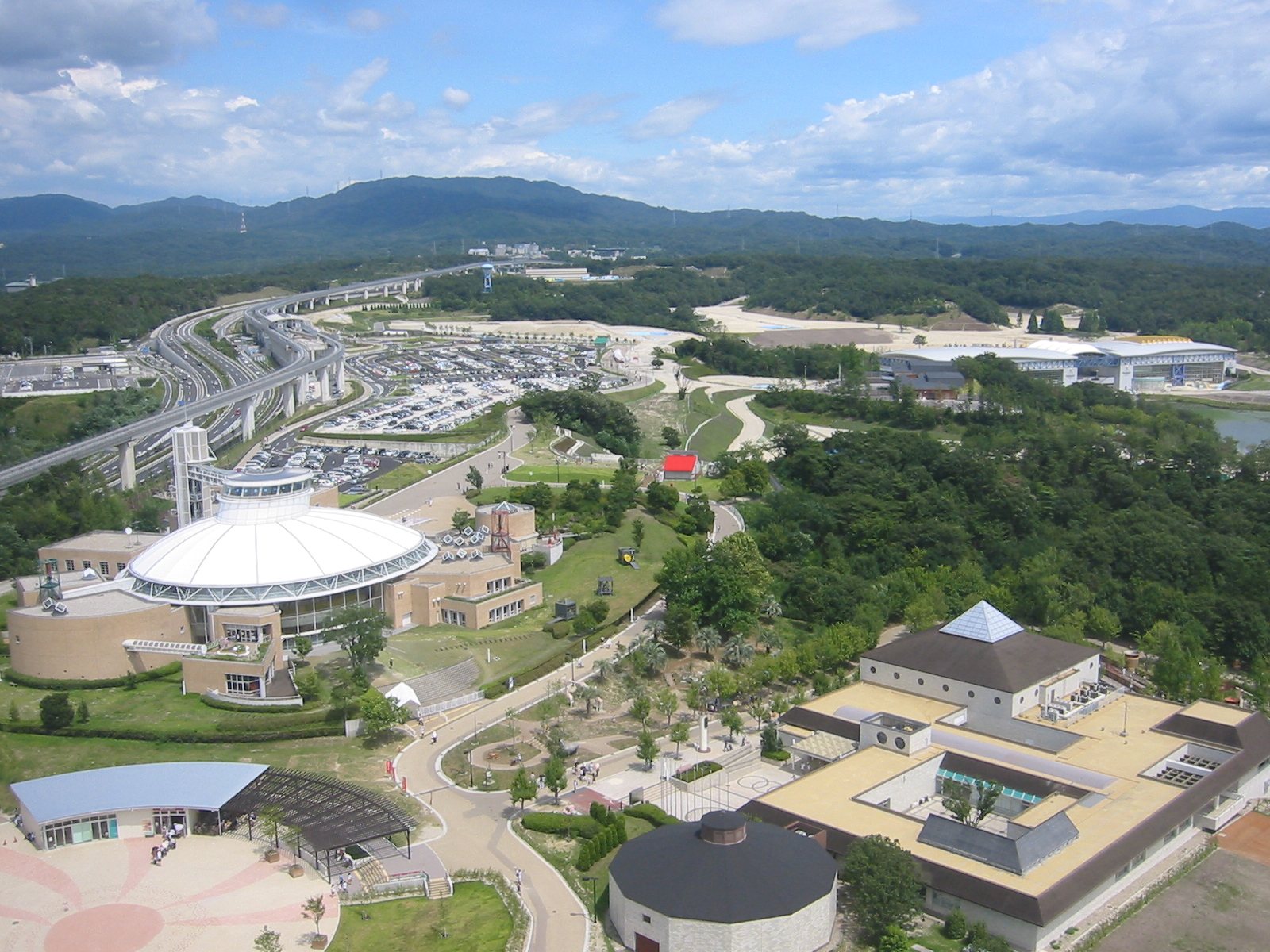
長久手市

- 10代藩主徳川斉朝から13代藩主徳川慶臧まで将軍家周辺からの養子が続いた。このため藩主が江戸藩邸暮らしで領国経営を顧みない風潮が続き、支藩からの養子が待望される。
- 1849年（嘉永2年） - 支藩･高須藩から14代藩主徳川慶恕（改名後、慶勝）が就任する。慶勝は初代藩主・義直の遺訓を守り、尊皇攘夷を主張し、質素倹約で藩政を改革する。しかし、水戸藩主・徳川慶篤とその実父徳川斉昭らと共に独断で日米通商修好条約を締結した大老井伊直弼の専横に抗議した。
- 1858年（安政5年）の安政の大獄にて隠居謹慎を命じられ、実弟の徳川茂徳に藩主の座を譲る。
- 井伊が桜田門外の変で横死すると慶勝は14代将軍・徳川家茂の補佐役に抜擢され、茂徳隠居に伴い慶勝の実子徳川義宜が16代藩主となる。こうして藩の実権を慶勝が握る形となる。公武合体派の重鎮となった慶勝は一橋家当主・徳川慶喜、前福井藩主・松平慶永（春嶽）、前土佐藩主・山内豊信（容堂）、前伊予宇和島藩主・伊達宗城、会津藩主・松平容保[注 8]、薩摩藩主島津忠義の実父島津久光ら雄藩連合から成る参預会議の一員に選ばれるも辞退。
- 第一次長州征伐では征討軍総督（大参謀に薩摩藩士・西郷吉之助）を命じられ、この戦いに快勝して京に凱旋。しかし、続く第二次長州征伐には反対の立場をとり、弟の茂徳にも総督就任を辞退させた。

### 近代

#### 明治時代
明治維新で中央集権国家が形成されると、名古屋市は明治政府による地方支配の拠点都市となり、現在に至っている。
明治維新
- 1867年11月9日（慶応3年10月14日）、大政奉還が成ると慶勝は新政府議定に任命され、徳川15代将軍・徳川慶喜への辞官納地通告役を命じられる。
- 鳥羽・伏見の戦いで旧幕府軍が敗戦後は新政府の一員として大阪城を受領。この後、藩内で朝廷派と佐幕派の対立が激化したとの報告で藩に戻り、佐幕派を弾圧した。（青松葉事件）1870年（明治3年）初代名古屋藩知事となるが翌年の廃藩置県で免職となる。
- 1875年（明治8年）に義宜病死により尾張徳川家を慶勝が再継承し第17代当主となった。こうして御三家筆頭ながら最高権力者の徳川慶勝が初期から明治新政府に参加したことで尾張国は戊辰戦争の惨禍に遭うこともなかった。

なお名古屋城は、慶勝の提案で破却および金鯱の献上が申請された。
- 1879年（明治12年）12月、山縣有朋が名古屋城と姫路城の城郭の保存を決定。
- 1893年（明治26年）、本丸は陸軍省から宮内省に移管され名古屋離宮と称する。

その後、名古屋離宮は1930年（昭和5年）に廃止されることになり、宮内省から名古屋市に下賜された。その一方、城内に1872年（明治5年）東京鎮台第三分営が置かれた。1873年（明治6年）には名古屋鎮台となり、1888年（明治21年）に第三師団に改組され、太平洋戦争敗戦に到るまで主に兵器庫として活用された。このため米軍の名古屋大空襲で焼夷弾の直撃を受け焼失した。天守は、地元商店街の尽力や全国からの寄付により1959年（昭和34年）に再建されて、復元された金鯱とともに名古屋市のシンボルとなり、現在に至っている。

### 近世以降の沿革
- 「旧高旧領取調帳」の記載によると、明治初年時点では概ね全域が名古屋藩領であった。熱田神宮領、加藤図書助[注 9]知行なども存在した。（1,022村・765,235石余）
  - 愛知郡（132村・124,200石余）、春日井郡（201村・151,652石余）、丹羽郡（132村・73,204石余）、葉栗郡（41村・19,070石余）、中島郡（164村・124,229石余）、海東郡（106村・127,615石余）、海西郡（99村・44,587石余）、知多郡（147村・100,675石余）
- 慶応4年1月24日（1868年2月17日） - 附家老成瀬氏領が犬山藩、同竹腰氏領が美濃今尾藩としてそれぞれ立藩。領地は各郡に散在したが、海西郡・知多郡には今尾藩領はなかった。
- 明治4年
  - 7月14日（1871年8月29日） - 廃藩置県により、名古屋県、犬山県、今尾県の管轄となる。
  - 11月22日（1872年1月2日） - 第1次府県統合により、全域が名古屋県の管轄となる。
- 明治5年4月2日（1872年5月8日） - 愛知県の管轄となる。

## 国内の施設

### 国府

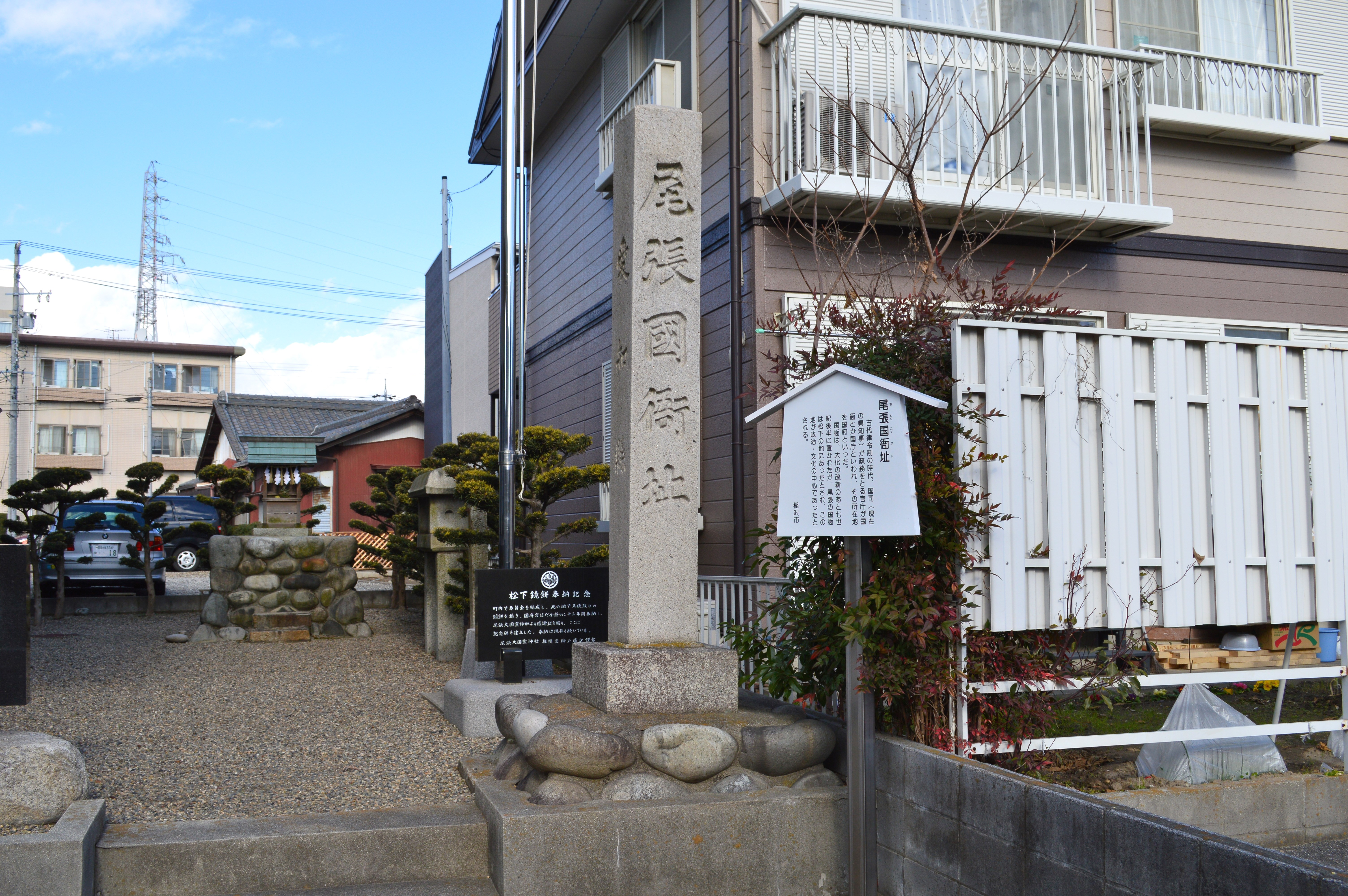
尾張国衙址碑（稲沢市松下）
尾張国衙推定地。

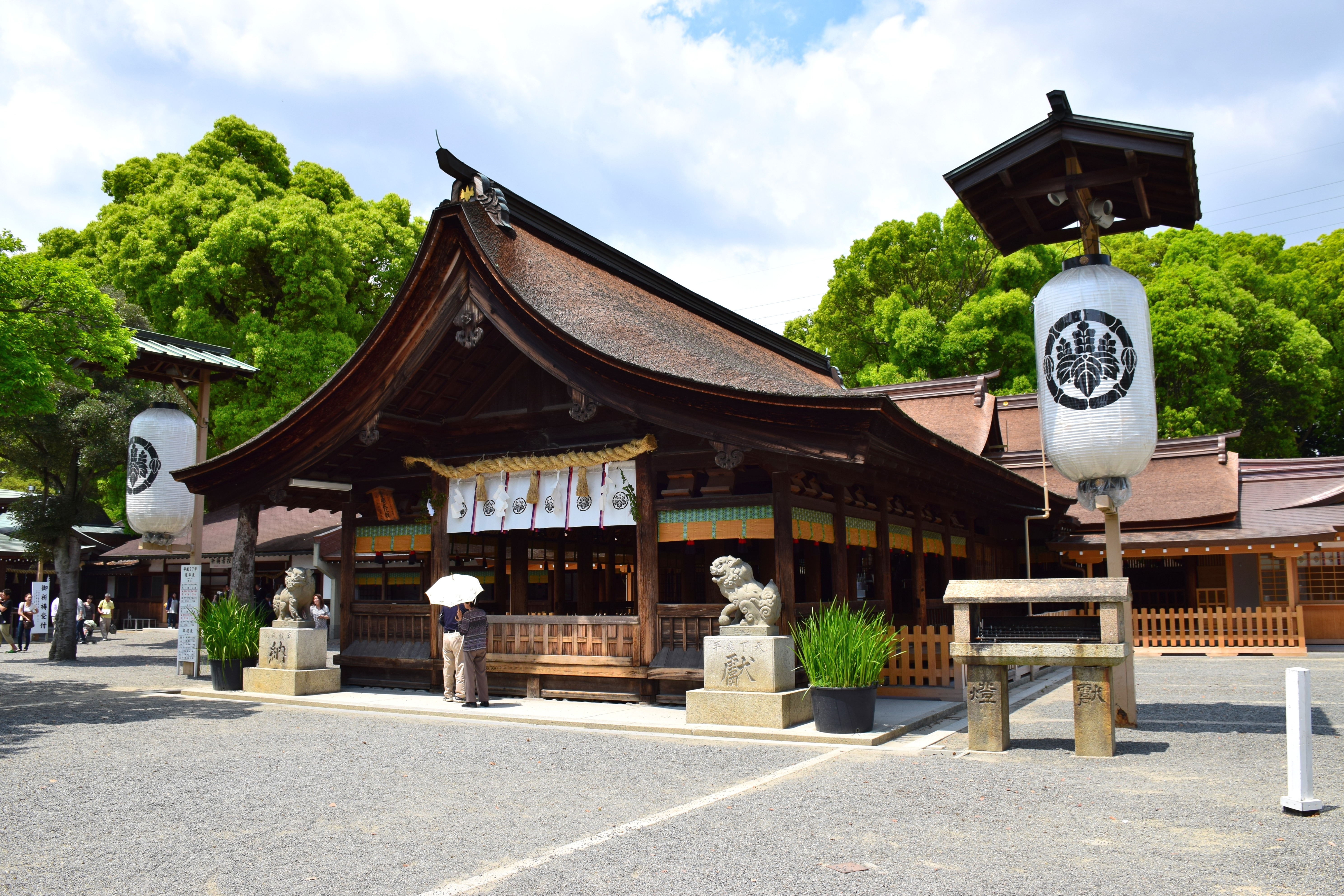
尾張大国霊神社（稲沢市）

国府は中島郡に所在した。地名を手がかりに、次の2箇所が候補にあがっている。
- 稲沢市松下・国府宮
松下・国府宮とも「国衙」という小字があり（現在は松下n丁目、国府宮n丁目）、近辺に所在が推定されている。数度の発掘調査が行われているが、木簡や銅印などは出土しているものの遺構は発見されていない。推定国府域は三宅川の自然堤防の上に位置し、ほぼ真北の方位をとる。現在は松下公民館付近において「尾張国衙址」碑が建てられているほか（北緯35度15分17.26秒 東経136度47分59.81秒 / 北緯35.2547944度 東経136.7999472度）、総社の尾張大国霊神社が所在する。

天保15年の松下村絵図は「中嶋郡国衙庄松原郷松下村絵図」と称し、中央部に「赤染衛門城跡なり、今は国衙屋敷之宮ト唱」と記される。
- 稲沢市下津町
「東国府」「西国府」の小字があり、近辺に所在が推定されている。発掘調査は行われていない。

現段階では、発掘調査が不十分であるため所在地は明らかでない。考古学・古代史学的には松下説が有力視されるが、中世頃の洪水により松下から下津（室町期には守護所も所在）に移転したと推測する説もある。
なお『節用集』易林本では海部郡に「府」と記載されている。

### 国分寺・国分尼寺

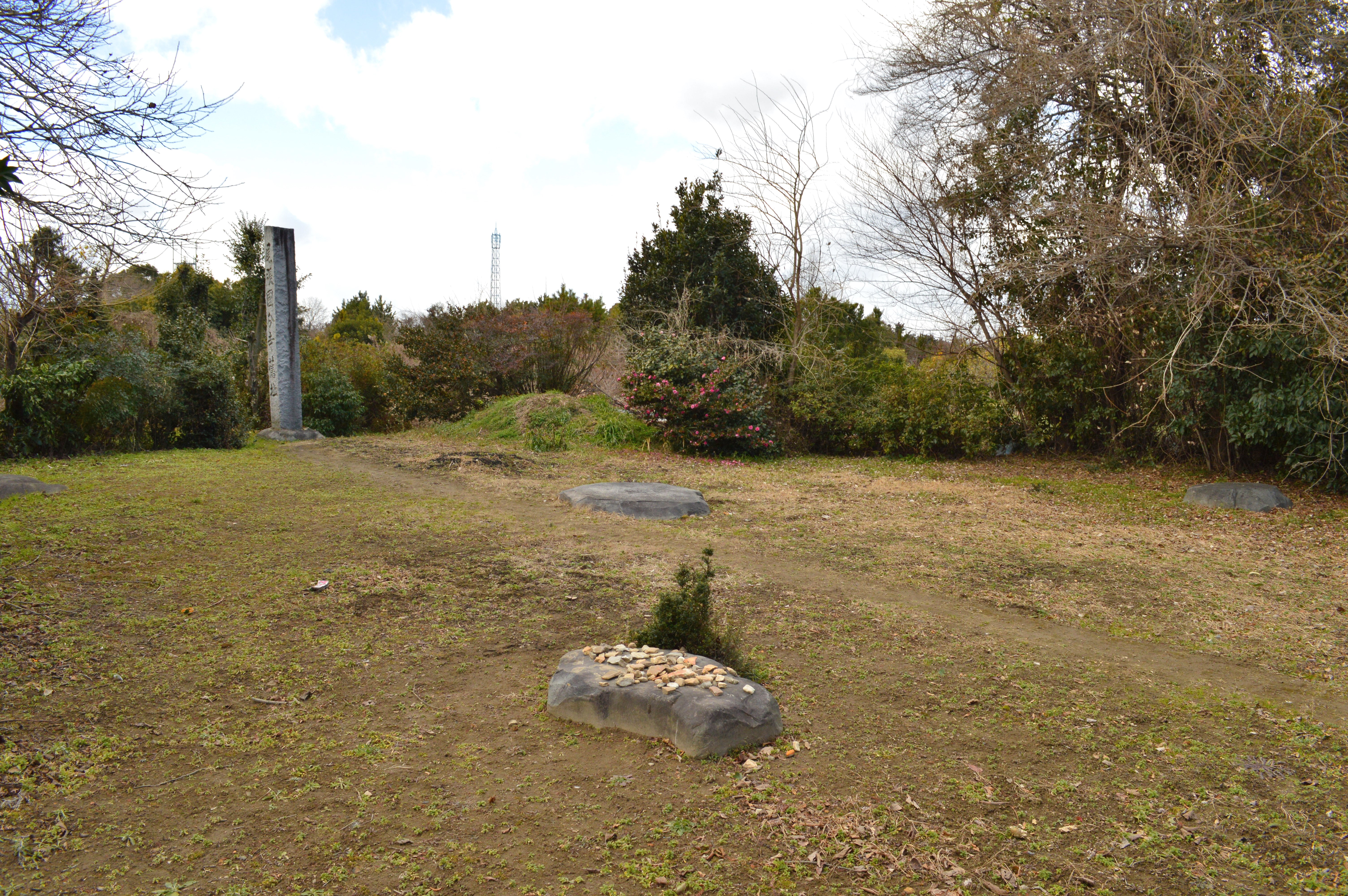
尾張国分寺跡（稲沢市矢合町）

- 尾張国分寺跡 （稲沢市矢合町椎ノ木、北緯35度14分0.04秒 東経136度46分25.01秒 / 北緯35.2333444度 東経136.7736139度）
国の史跡。推定寺域は東西約200メートル・南北約300メートル以上で、金堂・講堂・塔の遺構が確認されている。『日本紀略』元慶8年（884年）条によると、尾張の本金光明寺に火災があったため、愛知郡定額寺の願興寺（現・名古屋市中区の尾張元興寺跡か）を国分寺としたとされる。この尾張元興寺は10世紀には衰退して廃寺に至ることから、その後に国分尼寺が僧寺に転用されたという説もある。
以後、中世期の変遷は不詳。現在は創建時の遺構北方において、明治に「円興寺」から改称した鈴置山国分寺（稲沢市矢合町、北緯35度14分27.88秒 東経136度46分28.83秒 / 北緯35.2410778度 東経136.7746750度）が法燈を伝承する。
- 尾張国分尼寺跡
稲沢市法花寺町と推定されている。発掘調査は行われておらず不詳。同地の法華寺（北緯35度14分42.16秒 東経136度45分57.47秒 / 北緯35.2450444度 東経136.7659639度）がその名残とする説がある（詳細は「尾張国分寺跡#尾張国分尼寺」参照）。

そのほかの尾張の古代寺院としては長福寺廃寺（一宮市千秋町）、尾張元興寺遺跡（名古屋市中区正木町）、東畑廃寺（稲沢市東畑）、大山廃寺跡（小牧市野口）が知られる。

### 神社

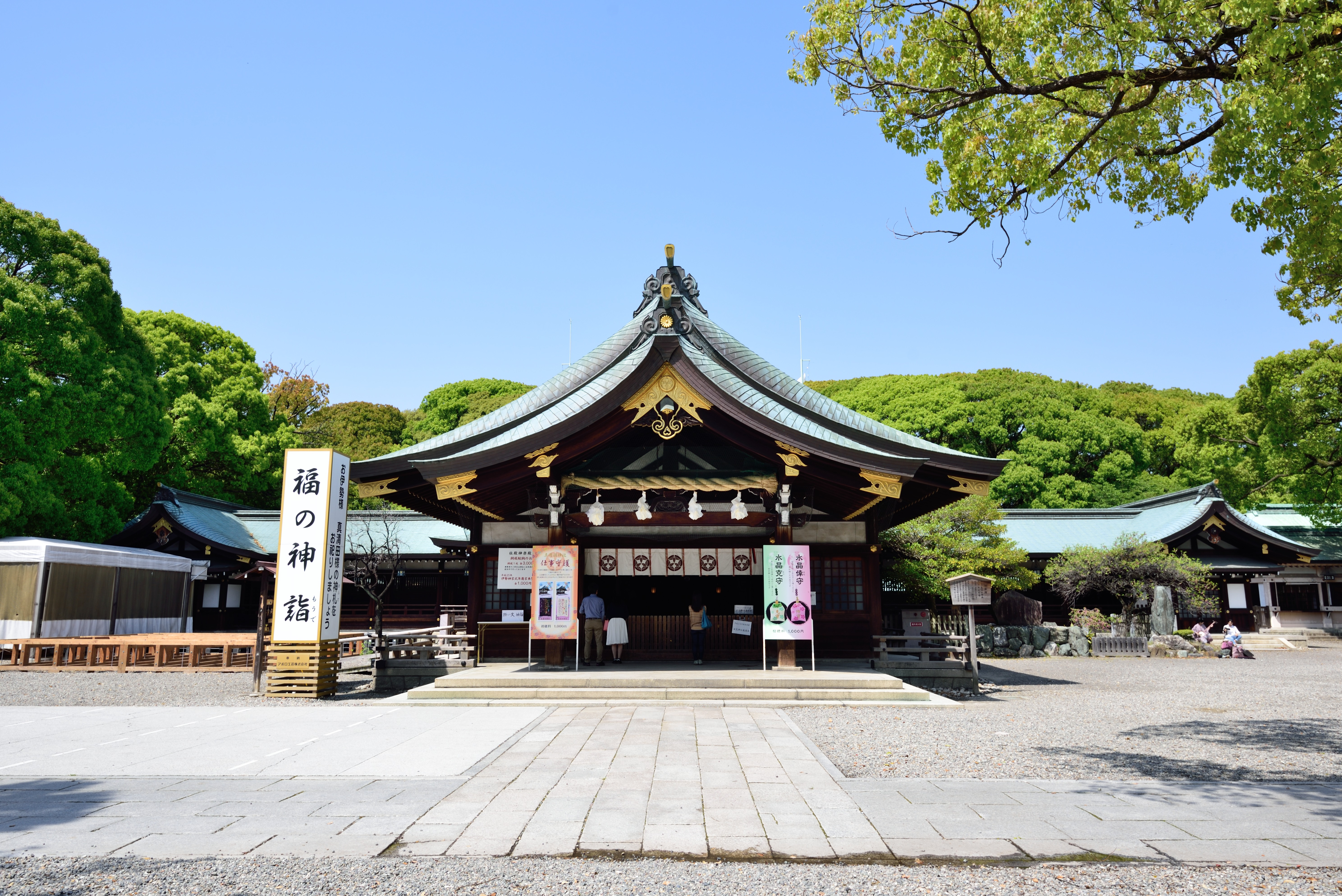
真清田神社（一宮市）

延喜式内社
『延喜式神名帳』には、大社8座8社・小社113座113社の計121座121社が記載されている（「尾張国の式内社一覧」参照）。大社8社は以下に示すもので、全て名神大社である。
- 中島郡 大神神社
  - 比定社：大神神社 （一宮市花池、北緯35度17分28.94秒 東経136度47分36.44秒 / 北緯35.2913722度 東経136.7934556度）
- 中島郡 太神社
  - 比定社：大神社 （一宮市大和町於保、北緯35度16分19.20秒 東経136度47分52.37秒 / 北緯35.2720000度 東経136.7978806度）
- 中島郡 真墨田神社
  - 比定社：真清田神社（一宮市真清田）
- 丹羽郡 大県神社
  - 比定社：大県神社（犬山市宮山）
- 愛智郡 熱田神社
  - 比定社：熱田神宮（名古屋市熱田区神宮）
- 愛智郡 日割御子神社
  - 比定社：日割御子神社（名古屋市熱田区神宮、北緯35度07分21.94秒 東経136度54分33.78秒 / 北緯35.1227611度 東経136.9093833度） - 熱田神宮摂社。
- 愛智郡 孫若御子神社
  - 比定社：孫若御子神社（名古屋市熱田区神宮、北緯35度07分23.98秒 東経136度54分33.63秒 / 北緯35.1233278度 東経136.9093417度） - 熱田神宮摂社。
- 愛智郡 高座結御子神社
  - 比定社：高座結御子神社（名古屋市熱田区高蔵町、北緯35度08分07.47秒 東経136度54分16.03秒 / 北緯35.1354083度 東経136.9044528度） - 熱田神宮摂社。

総社・一宮以下
『中世諸国一宮制の基礎的研究』に基づく一宮以下の一覧。
- 総社：尾張大国霊神社（稲沢市国府宮、北緯35度15分22.25秒 東経136度48分18.79秒 / 北緯35.2561806度 東経136.8052194度）
- 一宮：真清田神社（一宮市真清田、北緯35度18分27.20秒 東経136度48分7.51秒 / 北緯35.3075556度 東経136.8020861度） - 初見は1165年の史料。『十六夜日記』に「一宮といふやしろ」と記されている。この他、同じ一宮市の大神神社も尾張国一宮を称する。
- 二宮：大県神社（犬山市宮山、北緯35度19分49.13秒 東経136度58分01.29秒 / 北緯35.3303139度 東経136.9670250度） - 初見は1143年の史料。一宮もこの頃定まったとされる。
- 三宮：熱田神宮（名古屋市熱田区神宮、北緯35度07分38.59秒 東経136度54分31.22秒 / 北緯35.1273861度 東経136.9086722度） - 古代からの大社であるが、一宮にはならなかったとされる。その理由には諸説がある[注 10]。

### 守護所
鎌倉時代の守護所の位置は不詳だが、将軍の宿泊地に必ず萱津が当てられ、守護はその接待をした事からその近辺だという説がある。
いつ頃からは定かでないが、室町時代には下津（稲沢市）にあった。

## 地域
鎌倉時代は、『海道記』によると「（夜陰に市腋といふ處に泊る。前を見おろせば、海さし入りて、河伯の民、潮にやしなはれ。）市腋をたちて津島のわたりといふ處、舟にて下れば（中略）渡りはつれば尾張の國に移りぬ。（中略）萱津の宿に泊りぬ。」とあり、この当時、弥富市や津島市は、尾張国と見なされておらず、あま市甚目寺（萱津）辺りから尾張国であったと考えられている。
北隣の美濃国とは現在の木曽川の一部と境川あたり、長良川の一部を国境とした。氾濫により川の流路がしばしば変わり、紛争が起きることもあった。鎌倉時代には六波羅探題の管轄下で西国の扱いを受けていた。鎌倉時代におきた承久の乱によると尾張国の範囲は尾張九瀬で認識され、前渡、印食、墨俣などの渡しを境としていた。尾張国は愛知県よりは北と西に広かった。ただし、領国支配としては美濃国の土岐氏が管理していたことが多いために美濃国との記載が多い。戦国時代には多くが斉藤氏の支配下であったようだが、織田氏にとっては尾張川（現在の境川）と墨俣川（現在の長良川で羽島市小熊町より南）が尾張と認識されており天正14年までは尾張国として扱っている。木曽川は、豊臣政権時代の天正14年（1586年）に氾濫してほぼ現在と同じ流路を流れるようになった。天正14年（1586年）に木曽川が氾濫して流路をほぼ現在のものに変えたことをうけて、変更された木曽川の北岸と中洲を尾張国から美濃国に移した。現在の地図にあてはめると、北岸は岐阜県のうち境川と木曽川にはさまれた一帯、中洲は各務原市川島にあたる。該当するのは、岐阜市（旧柳津町の一部等）、各務原市（旧稲羽町の一部、旧川島町）と、羽島郡のほぼ全域（岐南町、笠松町）、羽島市のほぼ全域、海津市（旧海津町、平田町の大部分）である。「天正の大洪水」によって葉栗郡と中島郡、海西郡が新しい木曽川によって分断され、新流路西岸は美濃国に編入された。古事類苑によると豊臣秀吉の意向であったことが記載されている。そのため、愛知県側と岐阜県側に同じ地名が今もいくつか残る（例：愛知県一宮市東加賀野井と岐阜県羽島市下中町加賀野井。愛知県一宮市浅井町河田と岐阜県各務原市川島町河田。字は異なるが、愛知県一宮市木曽川町三ツ法寺と岐阜県羽島市正木町光法寺。）
現在の愛知県西部にありながら上記の国境変更後の尾張国に属さなかった地区に、現在の稲沢市祖父江町の一部、一宮市東加賀野井、一宮市西中野などがある。これは令制国の廃止後に、市町村の境界変遷で所属する県が移ったものである。
江戸時代では尾張国と美濃国の多くの地域は、尾張藩が中心となり細かく分割されて管理された。

### 郡
- 知多郡…｢ちたぐん｣と読む。元は「智多郡」と書いた。
- 愛知郡…｢あいちぐん｣と読む。元は「愛智郡」と書いた。
- 春日井郡…｢かすがいぐん｣と読む。元は「春部郡（かすかべぐん）」と表記。現在の春日井市や西春日井郡など。
- 丹羽郡…｢にわぐん｣と読む。
- 葉栗郡…｢はぐりぐん｣と読む。現在の一宮市北部、江南市北部。
- 中島郡…｢なかしまぐん｣と読む。現在の一宮市南部、稲沢市。
- 海東郡…｢かいとうぐん｣と読む。もと海部郡（あまぐん）。大正期に海西郡と統合。
- 海西郡…｢かいさいぐん｣と読む。もと海部郡（あまぐん）。大正期に海東郡と統合。
- 山田郡…｢やまだぐん｣と読む。戦国期に春日井郡と愛知郡に分割編入され消滅。

『古事類苑』では、尾張国内には69郷が存在することが記されている。
- 中嶋郡…美和、神戸、拜師、小塞、三宅、茜部、石作、日野、川埼
- 葉栗郡…葉栗、河沼、大毛、村國、若栗
- 海部郡…新屋、中島、津積、志摩、伊福、島田、海部、日置、三刀、物忌、三宅、八田
- 丹羽郡…五鬘、稻木、上春、丹羽、穗積、大桑、下沼、上沼、前刀、小弓、小野、小口
- 愛智郡…中村、千竈、日部、太毛、物部、熱田、作良、成海、驛家、神戸
- 春部郡…池田、柏井、安食、山村、高苑、餘戸
- 知多郡…番賀、贄代、富具、但馬、英比
- 山田郡…船木、主惠、石作、志誤、山口、加世、兩村、餘戸、驛家、神戸

### 江戸時代の藩
| 藩名                | 居城                                            | 藩主 |
| ------------------- | ----------------------------------------------- | --- |
| 清洲藩              | 清洲城                                          | - 松平忠吉（62万石、1600年 - 1607年） : 無嗣断絶                                                                       |
| 尾張藩              | 清洲城 1607年 - 1612年 名古屋城 1612年 - 1871年 | - 尾張徳川家（47万2344石→56万3206石→61万9500石、1607年 - 1871年）                                                      |
| 犬山藩 尾張藩附家老 | 犬山城                                          | - 小笠原吉次（1600年 - 1607年） - 平岩親吉（11万3000石、1607年 - 1611年） - 成瀬家（3万石→3万5000石、1617年 - 1871年） |
| 緒川藩              | 緒川城                                          | - 水野分長（9820石、1601年 - 1606年） : 三河新城藩1万石に移封                                                          |

## 人物

### 国司

#### 尾張守
- 相模伊波（従五位下）宝亀5年（774年）任官
- 紀本（従五位下）：宝亀7年（776年）任官
- 陽侯令璆（外従五位下）：天応元年（781年）任官
- 藤原真川（従五位下）：延暦25年（806年）任官
- 多入鹿（従五位下）：大同2年（807年）任官
- 平群真常（従五位上）：大同3年（808年）任官
- 秋篠安人（従四位上）：大同5年（810年）任官
- 紀田上（従四位下）：大同5年（810年）任官
- 安倍犬養（従五位下）：弘仁元年（810年）任官
- 三原弟平（従五位上）：弘仁4年（812年）任官
- 滋野家訳（従五位下）：弘仁6年（814年）任官
- 伴氏上（従五位下）：天長2年（825年）任官
- 路年継（従四位下）：天長3年（826年）任官
- 藤原助（従四位下）：承和4年（837年）任官
- 橘氏人（従四位上）：承和8年（841年）任官
- 源弘（従四位下）：承和12年（845年）任官
- 源定（従三位）：承和15年（848年）任官
- 滋野貞主（従四位下）：嘉祥2年（849年）任官
- 源定（従三位）：嘉祥3年（850年）任官
- 南淵年名（従五位下）：嘉祥3年（850年）任官
- 滋野貞主（従四位下）：嘉祥3年（850年）任官
- 橘数岑（従五位下）：嘉祥3年（850年）任官
- 源定（従三位）：嘉祥4年（851年）任官
  - 豊階安人（従五位上）：仁寿4年（854年）任官（権守）
- 藤原宗善（従五位上）：斉衡2年（855年）任官
- 飯高永雄（従五位下）：天安2年（858年）任官
  - 藤原常永（従五位上）：天安2年（858年）任官（権守）
- 安倍房上（従五位下）：貞観4年（862年）任官
- 吉備全継（従五位下）：貞観9年（867年）任官
  - 家原氏主（従五位上）：貞観10年（868年）任官（権守）
- 南淵興世（従五位下）：貞観13年（871年）任官
- 藤原村椙（従五位下）：貞観16年（874年）任官
  - 藤原高藤（従五位上）：元慶3年（879年）任官（権守）
- 藤原高藤（従五位上）：元慶5年（881年）任官
- 清原常岑（従五位下）：元慶8年（884年）任官
- 源有（従四位下）：仁和3年（887年）任官
  - 藤原定方（従五位下）：寛平8年（896年）任官（権守）
  - 平伊望（従五位下）：昌泰3年（900年）任官（権守）
- 橘秘樹：延長9年（931年）任官
- 藤原共理：天慶2年（939年）任官
- 源宗海：天慶2年（939年）任官
- 藤原興方（従五位下）：天慶6年（942年）任官
- 藤原為輔（従五位下）：天暦9年（955年）任官
- 藤原文正：天徳3年（959年）任官
- 藤原守平（従五位上）：応和3年（963年）任官
- 橘桓平（従五位上）：康保4年（967年）任官
  - 源忠清（正四位上）：天禄2年（971年）任官（権守）
- 藤原永頼：天延2年（975年）任官
  - 菅原文時（正四位下）：天元3年（980年）任官（権守）
  - 菅原公任（従四位上）：永観2年（984年）任官（権守）
- 藤原元命：寛和2年（986年）任官
  - 藤原道綱（従三位）：永延2年（988年）任官（権守）
- 藤原文信：永延3年（989年）
  - 大江匡衡（従五位上）：正暦3年（992年）任官（権守）
- 藤原里兼（正四位下）：長徳2年（996年）任官
- 藤原知光：長徳3年（997年）任官
- 大江匡衡（従四位下）：長保3年（1001年）任官
  - 藤原正光（正四位下）：長保5年（1003年）任官（権守）
  - 藤原実成（従四位下）：長保6年（1004年）任官（権守）
- 藤原中清：寛弘2年（1005年）任官
- 大江匡衡（従四位下）：寛弘6年（1009年）任官
- 藤原知光：寛弘7年（1010年）任官
- 橘経国：長和4年（1015年）任官
  - 藤原良経：寛仁2年（1018年）任官（権守）
- 藤原惟貞：寛仁3年（1019年）任官
- 源則理：治安3年（1023年）任官
- 平惟忠：長元2年（1029年）任官
- 源実基：長元8年（1035年）任官
- 藤原範永：長元10年（1037年）任官
- 橘俊綱：長久3年（1042年）任官
- 藤原公基（従五位上）：寛徳2年（1045年）任官
- 藤原時房：康平3年（1060年）任官
- 平定家：治暦元年（1065年）任官
  - 源李宗：治暦4年（1068年）任官（権守）
- 藤原憲房：治暦5年（1069年）任官
  - 賀茂道平：延久2年（1070年）任官（権守）
- 藤原惟経：延久5年（1073年）任官
- 平忠盛（正四位下）：天養元年（1144年）任官
- 平頼盛（従四位上）：保元3年（1158年）任官
- 平重衡（従五位下）：応保3年（1163年）任官
- 平保盛（従五位下）：仁安元年（1166年）任官
- 坊門忠清（従五位下）：正治元年（1199年）任官
- 名越時章：寛元3年（1245年）任官
- 足利家氏：文永2年（1265年）任官
- 名越高家
- 斯波高経：元弘3年（1333年）任官

### 守護

#### 鎌倉幕府
- 1195年 - ? : 小野成綱
- ? - 1221年 : 小野盛綱
- 1240年 - ? : 中条家平
- 1252年 - ? : 中条頼平
- 1290年 - ? : 中条景長
- 1314年 - ? : 北条氏一門（名越氏?）
- ? - 1333年 : 北条宗教

#### 室町幕府
- 1336年 - 1338年 : 中条秀長
- 1339年 - 1340年 : 高師泰
- 1351年 - 1387年 : 土岐頼康
- 1388年 - 1391年 : 土岐満貞
- 1391年 - ? : 一色詮範
- 1392年 - ? : 畠山深秋
- 1393年 - 1398年 : 今川仲秋
- 1398年 : 今川氏兼
- 1398年 - ? : 畠山基国
- 1400年 - 1418年 : 斯波義重
- 1424年 - 1433年 : 斯波義淳
- 1433年 - 1436年 : 斯波義郷
- 1436年 - 1452年 : 斯波義健
- 1452年 - 1460年 : 斯波義敏
- 1460年 - 1461年 : 斯波義寛
- 1461年 - 1466年 : 斯波義廉
- 1466年 : 斯波義敏
- 1466年 - 1468年 : 斯波義廉
- 1468年 - 1499年 : 斯波義寛
- 1511年 - 1533年以降 : 斯波義達
- 1536年 - 1554年 : 斯波義統
- 1554年 - 1556年 : 斯波義銀

### 戦国時代
- 戦国大名
  - 斯波氏（尾張守護）
  - 織田氏（尾張守護代）
- 織田政権の大名
  - 池田恒興（犬山城）：1万貫。1570年 - 1580年（摂津に移封）
- 豊臣政権の大名
  - 織田信雄（清洲城）：尾張・伊勢・伊賀110万石、1582年 - 1590年（改易）
  - 豊臣秀次（清洲城）：尾張・伊勢100万石、1590年 - 1595年（切腹・改易）
  - 福島正則（清洲城）：尾張国内24万石、1595年 - 1600年（安芸広島藩49万8,200石に移封）
  - 一柳直盛（黒田城）：3万5千石、1595年 - 1600年（伊勢神戸藩5万石に移封）
  - 石川貞清（犬山城）：1万2千石、1595年 - 1600年（改易）

### 武家官位としての尾張守

#### 江戸時代以前
- 斯波氏武衛家（尾張足利氏）
  - 足利家氏（斯波家氏）：斯波氏初代。鎌倉時代中期の武将
  - 斯波宗家：2代当主。鎌倉時代中期の武将。
  - 斯波宗氏：3代当主。鎌倉時代中期から後期にかけての武将
  - 斯波高経：4代当主。室町幕府の越前・若狭・越中守護
  - 斯波義淳：7代当主。室町幕府管領、越前・尾張・遠江守護
- 室町幕府守護畠山氏（尾州家）
  - 畠山満家：本宗家10代当主。室町幕府管領、河内・紀伊・越中・伊勢・山城守護
  - 畠山持富：本宗家11代・尾州家初代当主。室町幕府管領、紀伊・河内・越中守護
  - 畠山政長：本宗家14代・尾州家3代当主。室町幕府管領管領、紀伊・河内・越中・山城守護
  - 畠山尚順：本宗家16代・尾州家4代当主。紀伊・河内・越中守護
  - 畠山稙長：本宗家17代・尾州家5代当主。紀伊・河内・越中守護
  - 畠山政国：本宗家19代・尾州家7代当主。紀伊・河内守護。
  - 畠山高政：本宗家21代・尾州家9代当主。紀伊・河内守護
- 周防国・長門国の守護・戦国大名大内氏譜代重臣陶氏
  - 陶弘護：8代当主。室町時代の武将。周防・筑前守護代
  - 陶興房：9代当主。戦国時代の武将。周防守護代
  - 陶晴賢（陶隆房）：10代当主。戦国時代の武将。周防守護代。主家を実質的に滅ぼす
- その他
  - 高師泰：南北朝時代の武将。高師直の兄（または弟）
  - 新発田長敦：戦国時代の武将。上杉謙信の七手組大将の一人
  - 織田信長：美濃攻略後、尾張守を自称（それ以前は上総介）
  - 松田憲秀：小田原北条氏家老。小田原征伐の際に、豊臣方に内応を試みた

#### 江戸時代
江戸時代には尾張守を称した例は無い。理由としては、尾張守を称した陶晴賢（大内氏家臣）や松田憲秀（後北条氏家臣）が主家を滅ぼしたため忌避されたという説、御三家筆頭である尾張徳川家に遠慮をしたという説、読みが「終わり」と同じで縁起が悪いとの説、などがある。

## 尾張国の合戦
- 1181年：墨俣川の戦い、 平家軍（平重衡） × 源行家
- 1552年：赤塚の戦い、織田信長 × 山口教吉
- 1554年：村木砦の戦い、織田信長・水野信元 × 今川義元
- 1556年：稲生の戦い、織田信長 × 織田信行
- 1558年：
  - 石ヶ瀬川の戦い、松平元康 × 水野信元
  - 浮野の戦い、織田信長 × 織田信賢
- 1560年：桶狭間の戦い、織田信長 × 今川義元
- 1584年：
  - 小牧・長久手の戦い、徳川家康・織田信雄 × 羽柴秀吉
  - 岩崎城の戦い、丹羽氏重 × 池田恒興

## 現代の尾張地方

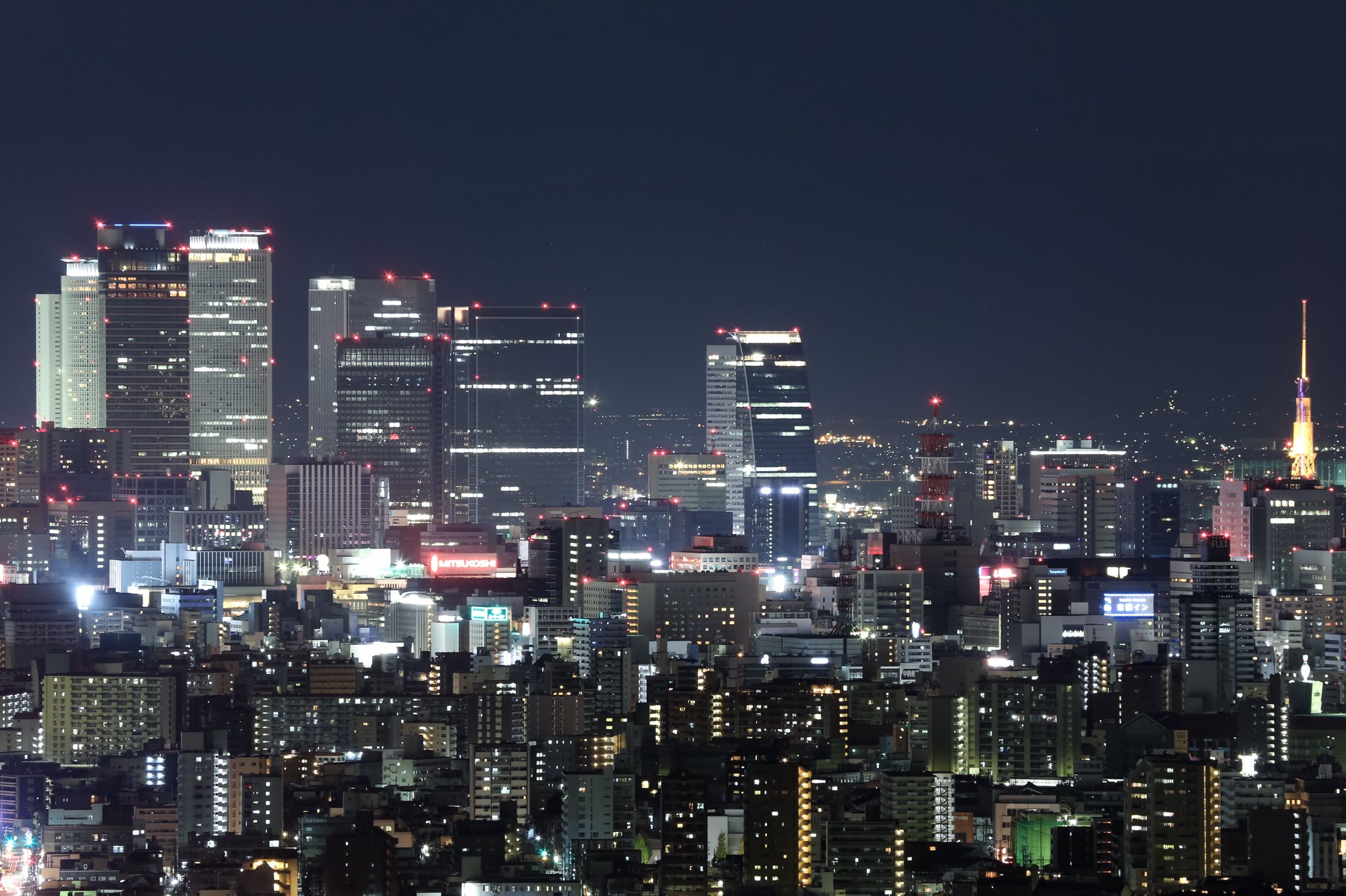
名古屋市(政令指定都市)

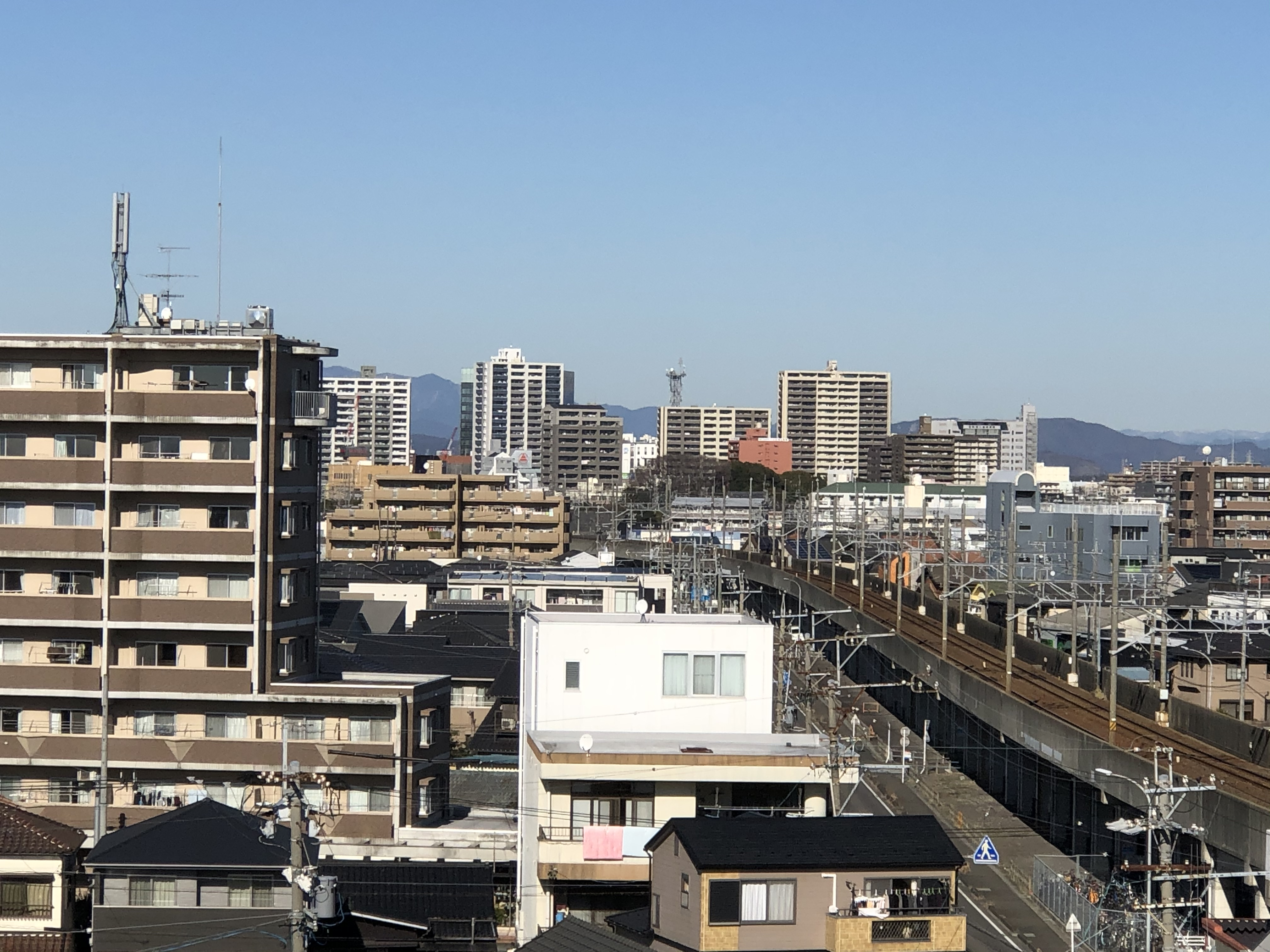
一宮市（中核市）

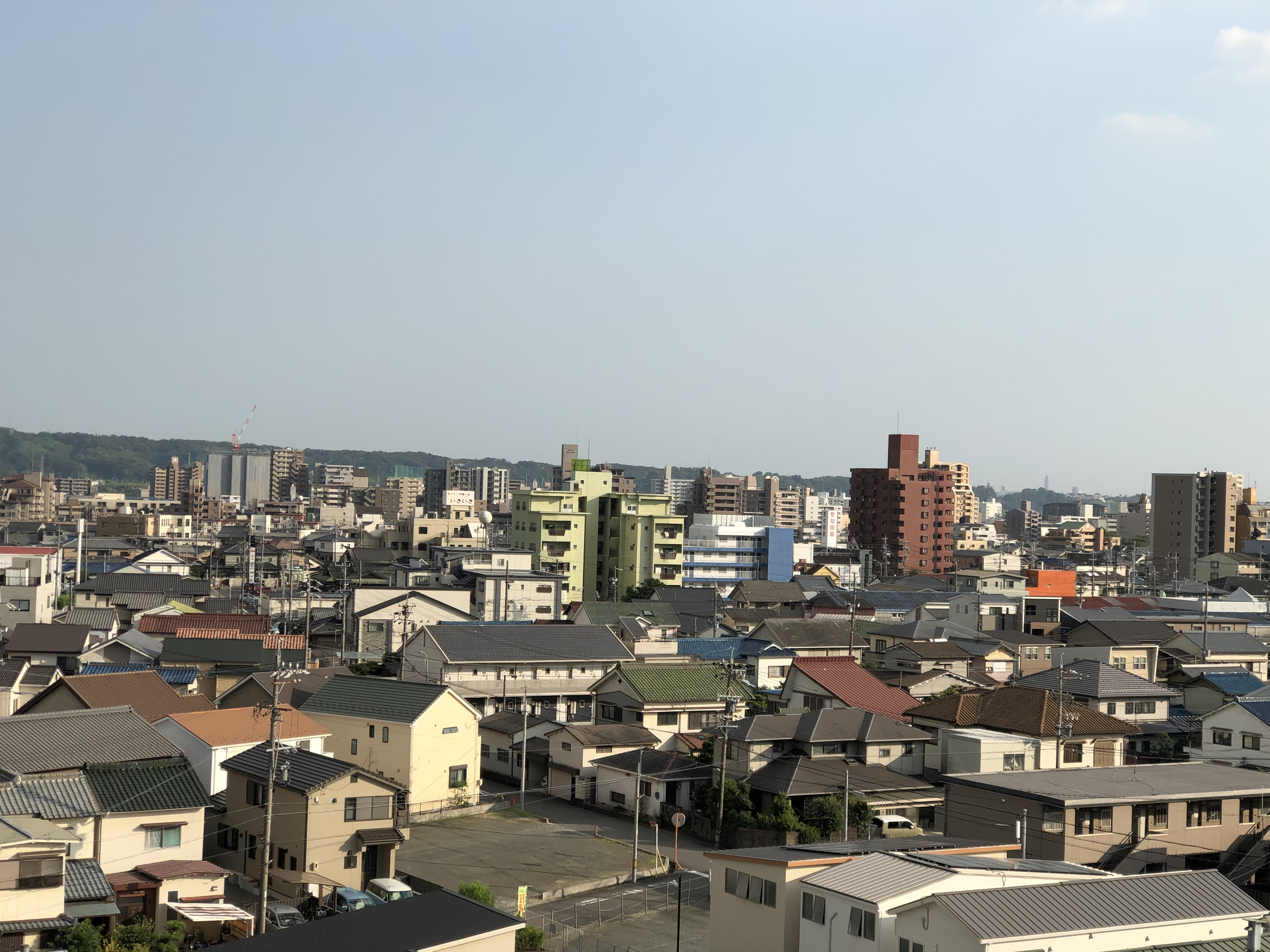
春日井市（特例市）

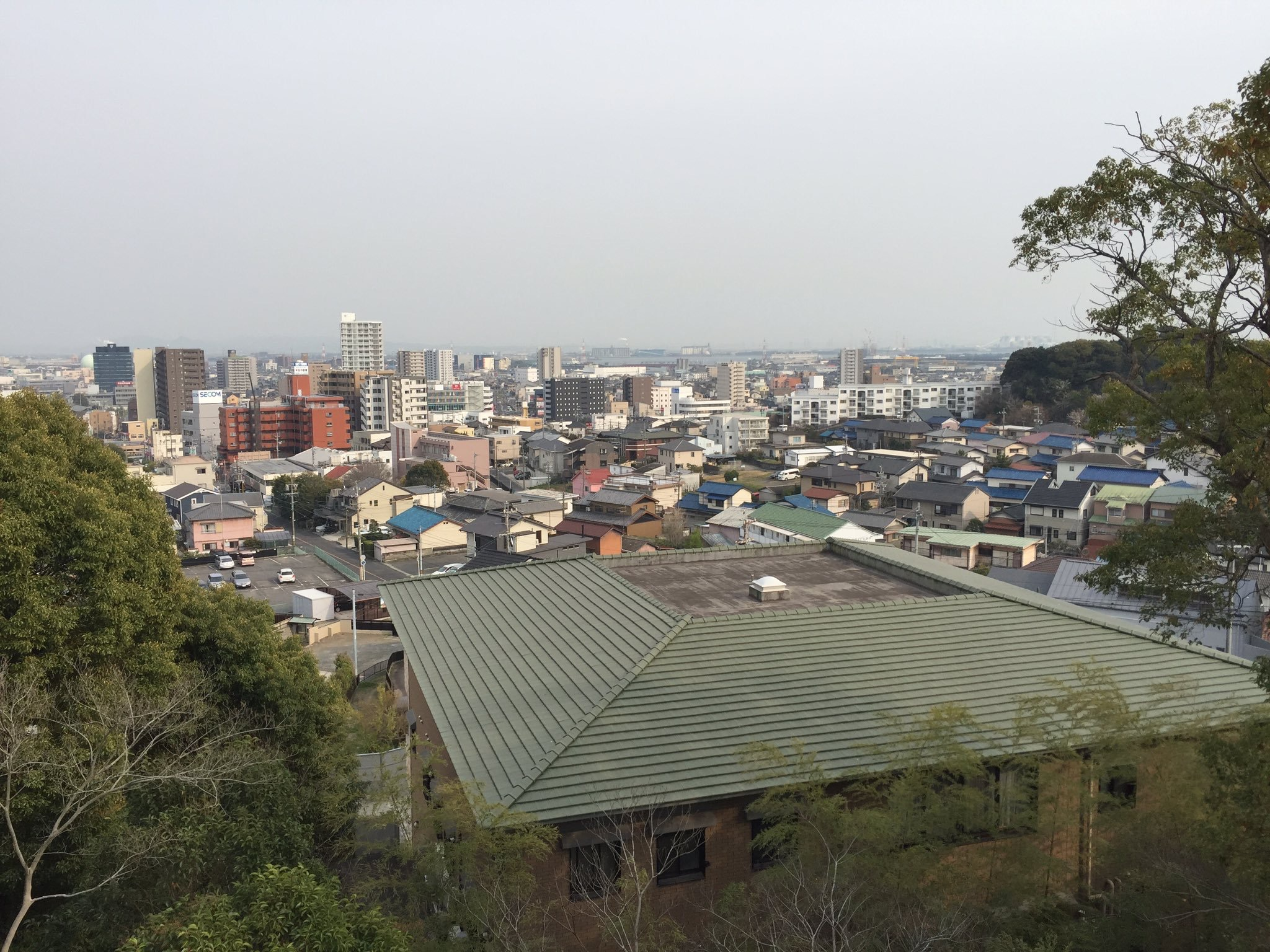
半田市（計量特定市）

### 自治体
政令指定都市
- 名古屋市

中核市
- 一宮市（木曽川東岸の東加賀野井地区[注 11] の一部を除く）

特例市
- 春日井市

計量特定市
- 半田市

その他
瀬戸市、尾張旭市、日進市、豊明市、大府市、東海市、知多市、常滑市、小牧市、犬山市、江南市、岩倉市、稲沢市（祖父江町の一部除く）、津島市、愛西市（木曽川西岸の一部除く）、弥富市（鍋田川流域の一部除く）、あま市、北名古屋市、清須市、長久手市、愛知郡東郷町、知多郡東浦町、阿久比町、武豊町、美浜町、南知多町、丹羽郡大口町、扶桑町、西春日井郡豊山町、海部郡飛島村、大治町、蟹江町

### 呼称
現代でも、「尾張」を地域名として用いることがあり、その場合以下のような異なる範囲が参照される。
- 尾張国と同じ範囲とする場合。
- 尾張国の範囲から、名古屋市（県庁所在地）を除く場合。

数的規模などの面から、名古屋市を分けて記述したり、組織編成したりする場合に「名古屋・尾張（名古屋を除く）」などと区分する。
- 尾張国の範囲から、名古屋市と知多半島を除く場合。

地域性や文化などの面から、「名古屋・尾張・知多」と区分する。
この場合に置いて尾張国を細分化した場合、地域区分は必ずしも一定していないが、区分表記に当たっては、尾張の頭に方角を付けるほか、「尾東」「尾西」「尾北」という表記もある。また、知多半島を「南尾張」とする表記も見られるが、「尾南」という表記は見られない。
- 尾張国の範囲から、知多半島のみを除く場合。

気象注意報・警報の地域区分や知多地域の案内などに見られる。この場合、「尾張・知多（愛知県西部・知多）」と区分する。

### 地形
- 河川：木曽川、長良川、揖斐川
- 半島：知多半島
- 平野：濃尾平野
- 湾岸：伊勢湾

### 交通
現在では、名古屋から東海地方、近畿地方（大阪市など）、関東地方（東京都など）や北陸地方（富山市など）への道路や鉄道の路線が分岐しており、交通の要衝となっている。

#### 空港
- 中部国際空港（セントレア）
- 名古屋飛行場（県営名古屋空港）

#### 鉄道
- 東海道新幹線
- 東海道本線
- 関西本線
- 中央本線
- 武豊線
- あおなみ線
- 愛知環状鉄道線
- 近鉄名古屋線
- 名鉄名古屋本線
- 名鉄犬山線
- 名鉄小牧線
- 名鉄瀬戸線

- 名鉄豊田線
- 名鉄広見線
- 名鉄津島線
- 名鉄尾西線
- 名鉄常滑線
- 名鉄河和線
- 名鉄知多新線
- 名鉄空港線
- 名鉄築港線
- 愛知高速交通東部丘陵線（リニモ）
- 名古屋ガイドウェイバスガイドウェイバス志段味線（ゆとりーとライン）
- JR東海交通事業城北線

- 地下鉄東山線
- 地下鉄名城線
- 地下鉄鶴舞線
- 地下鉄桜通線
- 地下鉄名港線
- 地下鉄上飯田線
- 名古屋臨海鉄道東港線
- 名古屋臨海鉄道東築線
- 名古屋臨海鉄道南港線
- 名古屋臨海鉄道昭和町線
- 名古屋臨海鉄道汐見町線

#### 道路
有料道路
- 東名高速道路
- 名神高速道路
- 中央自動車道
- 名古屋高速道路
- 名古屋第二環状自動車道
- 東名阪自動車道
- 東海北陸自動車道
- 伊勢湾岸自動車道
- 知多半島道路
- 南知多道路
- 知多半島横断道路
- 名古屋瀬戸道路

国道
- 国道1号
- 国道19号
- 国道22号
- 国道23号
- 国道41号

- 国道153号
- 国道154号
- 国道155号
- 国道247号
- 国道248号

- 国道302号
- 国道363号
- 国道366号

#### 港
- 名古屋港

#### 市外局番
- 052（名古屋MA）
- 0561（瀬戸MA）
- 0562（尾張横須賀MA）
- 0567（津島MA）
- 0568（春日井MA）
- 0569（半田MA）
- 0586（一宮MA）
- 0587（一宮MA）

#### 自動車ナンバープレート
- 名古屋ナンバー
- 尾張小牧ナンバー
- 一宮ナンバー（ご当地ナンバー：一宮市）
- 春日井ナンバー（ご当地ナンバー：春日井市）

## 参考
和文通話表で、「を」を送る際に「尾張のヲ」という。
平成の大合併において、尾張東部に属する自治体では市町村合併が行われなかった。対して、尾張西部に属する自治体では市町村合併が相次ぎ、清須市、弥富市、愛西市、北名古屋市、あま市が新たに成立した。